# 中京圏
中京圏（ちゅうきょうけん）は、愛知県名古屋市を中心とする都市圏である。首都圏・近畿圏と並ぶ日本の三大都市圏の一つ。
別名名古屋圏（なごやけん）、中部圏（ちゅうぶけん）。三大都市圏の一つだが、他の大都市圏を「東京圏」「大阪圏」と呼ぶ場合には、「名古屋圏」の方が多用されている。総務省と国交省では名古屋大都市圏と呼称される。

## 概要

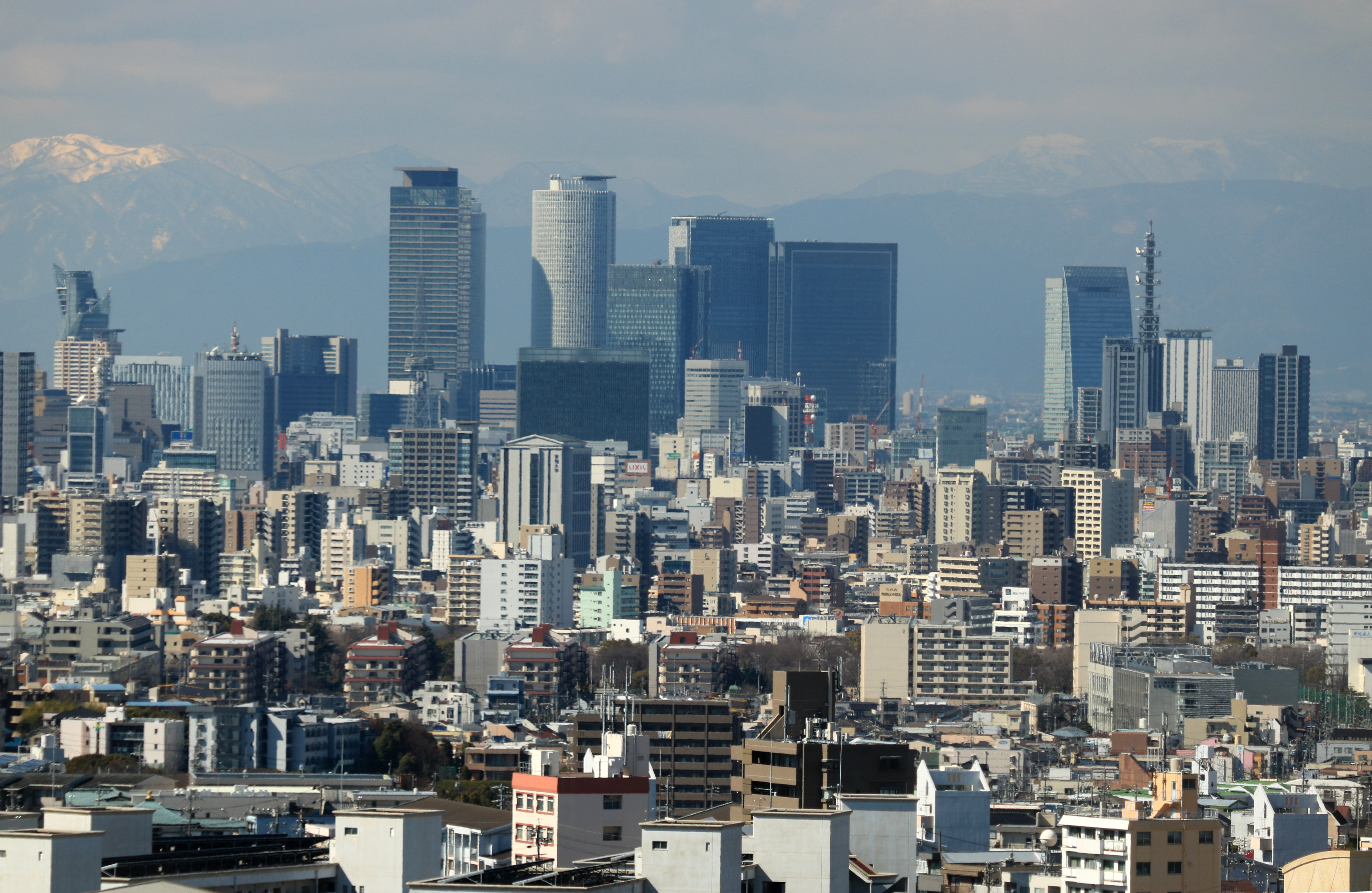
名古屋（中京圏）

### 名称
「中京」とは、名古屋市が東京市（現在の東京都区部）と京都市との間に位置している点から、明治時代に名古屋市が「中京」と呼称されたことに因む。
名古屋及び尾張地域は都になったことは無いが、「中京」の呼称は明治20年代半ばより使用例がみられる。
明治20年代の名古屋を中心とする産業、鉄道、都市の発展で東西大経済圏に対する意識が生まれ、「東海道線の中間点」を、さらに「ひそかに全国の中心を目指す」名古屋経済圏の意味があった。実際に両京に次ぐ実勢をもつのは明治末期である。

## 定義
中京圏は、名古屋市の経済や文化の影響力を強く受け、名古屋市を中心とした人口交流のきわめて濃密な圏域を指す言葉である名古屋大都市圏と重複する範囲が多い。
明治時代の中期に、名古屋駅が東海道本線、中央本線、関西鉄道（現在の関西本線）など鉄道の拠点となると、名古屋市を中心とする経済圏が形成されて、愛知県・岐阜県・三重県の東海3県に跨る圏域を中京圏（名古屋圏）と称するようになった。交通網、情報通信網などのインフラ整備が進んだことや、圏の力が増したことにより圏域を拡大し続けている。圏域には、愛知県全域（尾張・三河）、岐阜県南部（美濃）、三重県北部（北勢）が含まれている。また、30%以上の依存率を示す地区が名古屋市と同一生活圏とされ、10%以上から30%までが近郊型地帯とされている。域内には名古屋市のベッドタウン・衛星都市を多数擁するとともに、豊田市や四日市市などは中京工業地帯の中核都市として機能している。ただし、三重県の伊賀地域は関西（特に大阪）との繋がりが強く、特に名張市は大阪市のベッドタウンでもあるため「名古屋圏」から外される。
他にも、内閣府政府広報室の大都市地域の住宅・地価に関する世論調査では、名古屋駅を中心とした半径30kmの円内地区とし、国土交通省の大都市交通センサス調査では愛知県、岐阜県、三重県の区域とした。
交通面で見ると、太平洋沿岸（愛知県、三重県）は東海道の、内陸側（岐阜県）は中山道の沿線になっている。

### 中京大都市圏
中京大都市圏は、総務省統計局の国勢調査統計表で用いられる圏域設定で、名古屋市への15歳以上通勤・通学者数の割合が、当該市町村の常住人口の1.5％以上であり、かつ名古屋市と連接している「周辺市町村」を合わせた範囲としている。都市圏 (総務省)参照。
なお、名古屋の1.5%都市圏は、2010年国勢調査によると、北端が岐阜県本巣市、恵那市、八百津町、東端が、愛知県豊川市、豊田市、岡崎市、西端が岐阜県関ケ原町、三重県いなべ市、南端が愛知県南知多町、三重県四日市市であり、三県に収まるが、かつては滋賀県の山東町（現米原市）が含まれたこともあった。
日本最大の工業地帯である中京工業地帯はトヨタ自動車（愛知県豊田市）に代表されるように自動車産業が強く、その関連企業の労働者として九州南部（熊本県・宮崎県・鹿児島県）・沖縄県や、ブラジル・ペルー、バングラデシュなど南米諸国をはじめとした海外から流入してくる人も多い。
| 年     | 人口 （人） | 面積 (km2) | 人口密度 (人/km2) |
| ------ | ----------- | ---------- | ----------------- |
| 1960年 | 4,367,811   |            |                   |
| 1965年 | 6,053,032   | 5,037      | 1,202             |
| 1970年 | 6,633,958   | 5,305      | 1,201             |
| 1975年 | 7,356,168   | 5,688      | 1,293             |
| 1980年 | 7,800,279   | 5,861      | 1,331             |
| 1985年 | 8,035,159   | 5,632      | 1,427             |
| 1990年 | 8,427,429   | 6,072      | 1,388             |
| 1995年 | 8,765,712   | 6,533      | 1,342             |
| 2000年 | 8,738,842   | 6,380      | 1,370             |
| 2005年 | 8,923,445   | 6,911      | 1,291             |
| 2010年 | 9,107,414   | 7,072      | 1,288             |
| 2015年 | 9,363,221   | 7,266      | 1,289             |
| 2020年 | 9,192,193   | 6,948      | 1,323             |

### 中京経済圏
物流や資本動向を指標とする広域圏。範囲は確定されておらず、概ね以下の地域と言われている。名古屋市の経済界や企業では「中部経済圏」という語を使う場合が多い。
- 愛知県全域
- 岐阜県は白川村と飛騨市内の旧神岡町・旧宮川村・旧河合村を除く地域
- 三重県は伊賀市・名張市・熊野市・御浜町・紀宝町を除く地域
- 静岡県は湖西市・浜松市内の浜名湖周辺と旧佐久間町と旧水窪町
- 長野県は木曽郡全域と下伊那郡の南西部
- 福井県は大野市内の旧和泉村

### 中京交通圏
名古屋駅を中心に半径40kmの地域を指す。首都交通圏、京阪神交通圏と合わせた三大都市交通圏の一つで、国土交通省関連の統計に多く利用される。

### 中京広域圏
地上波による放送の広域放送圏の一つで、愛知県、岐阜県、三重県の区域を指す。この範囲は東海3県とも呼ばれ、該当エリアの放送局では「東海地方」と呼ばれる。当地の日本テレビ系列局は「中京テレビ」であるが、同局でも3県を「東海地方」と呼んでいる。

### 中京地方
国土地理院をはじめとする官公庁や一般でも時に利用される用語であるが、明確・厳密な区域区分の定義はない用語である。東海地方に比べると使用頻度は少ない。地元で呼ばれることはほぼない。

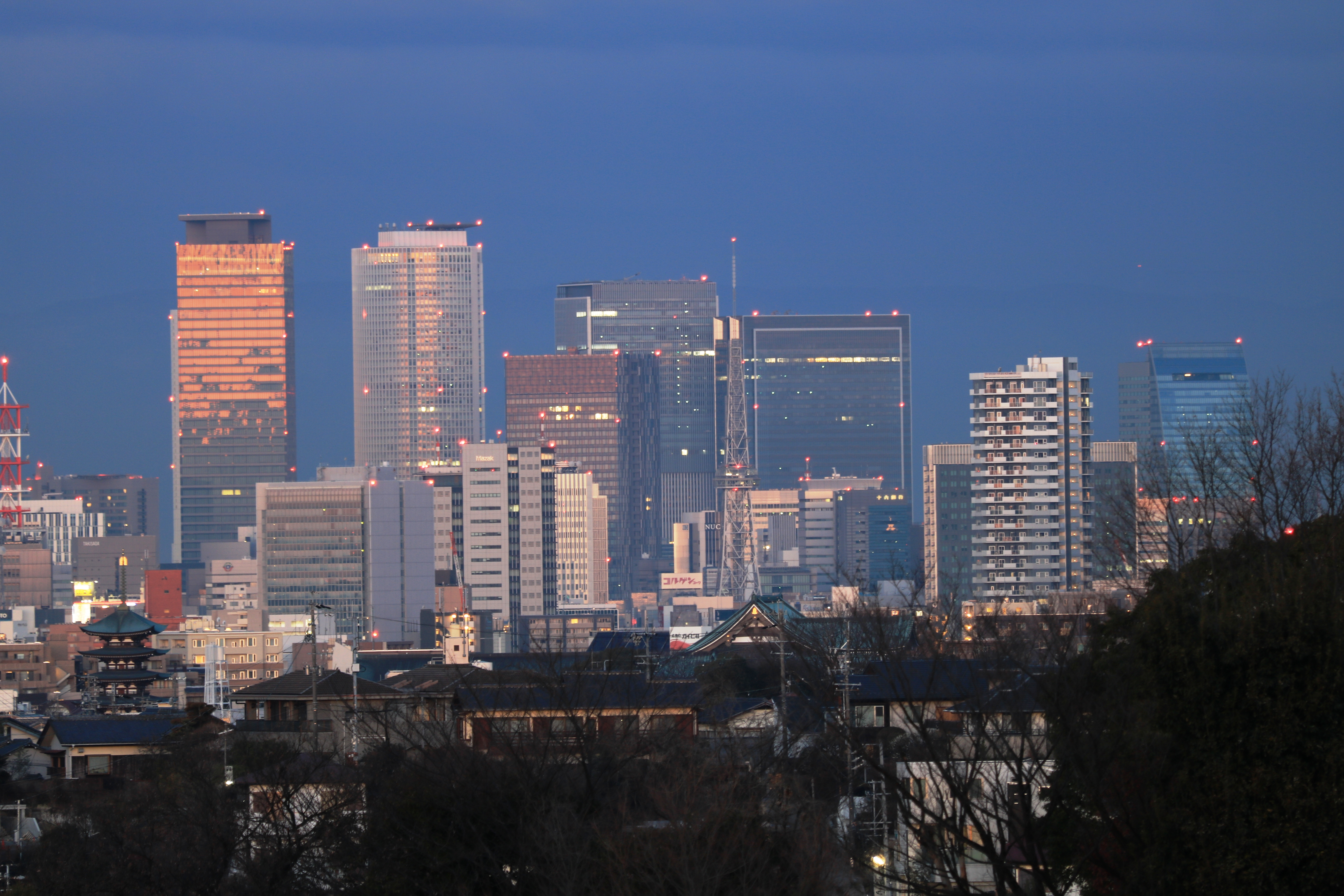
名古屋市（政令市・県都）
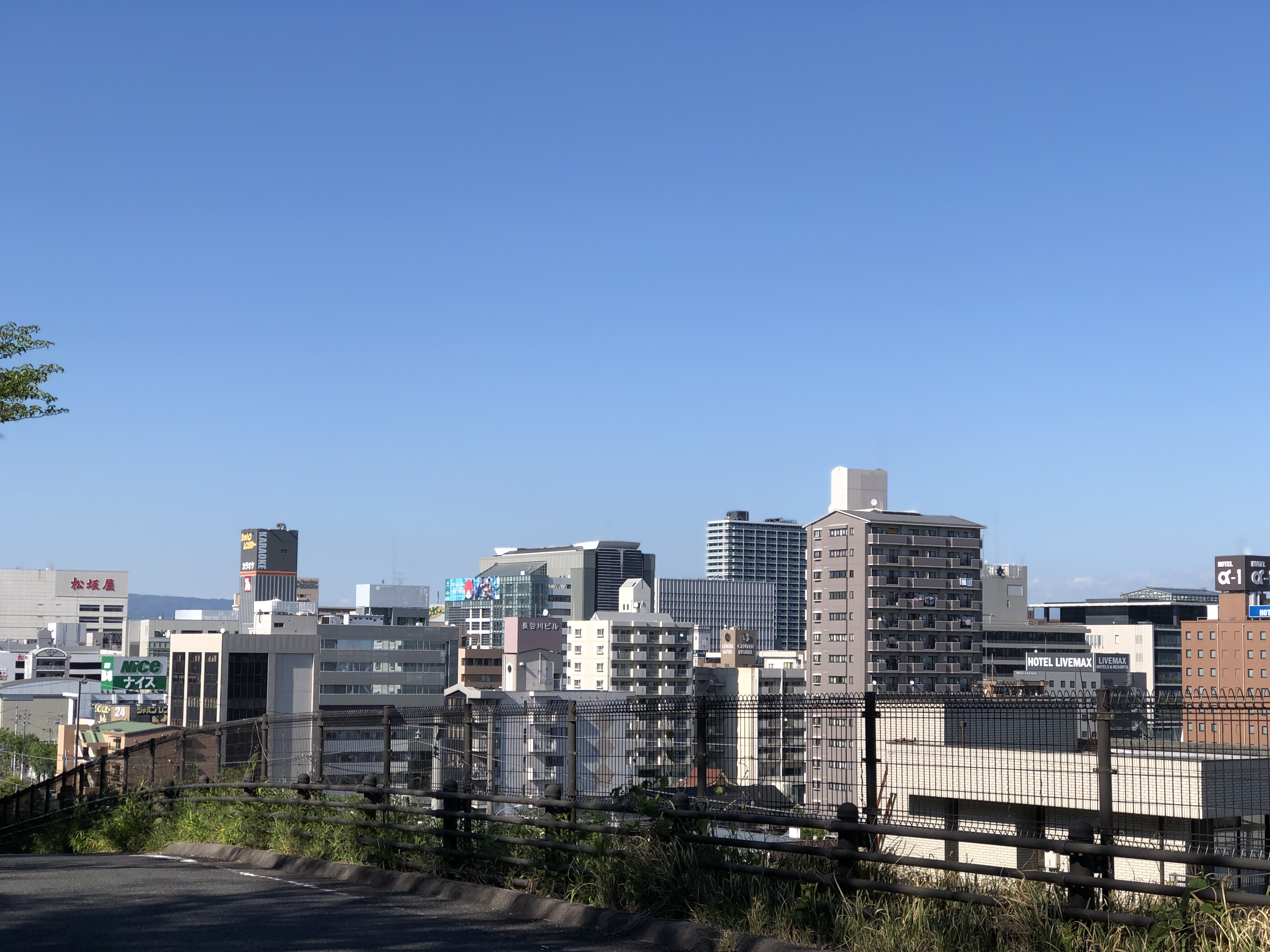
豊田市（中核市）
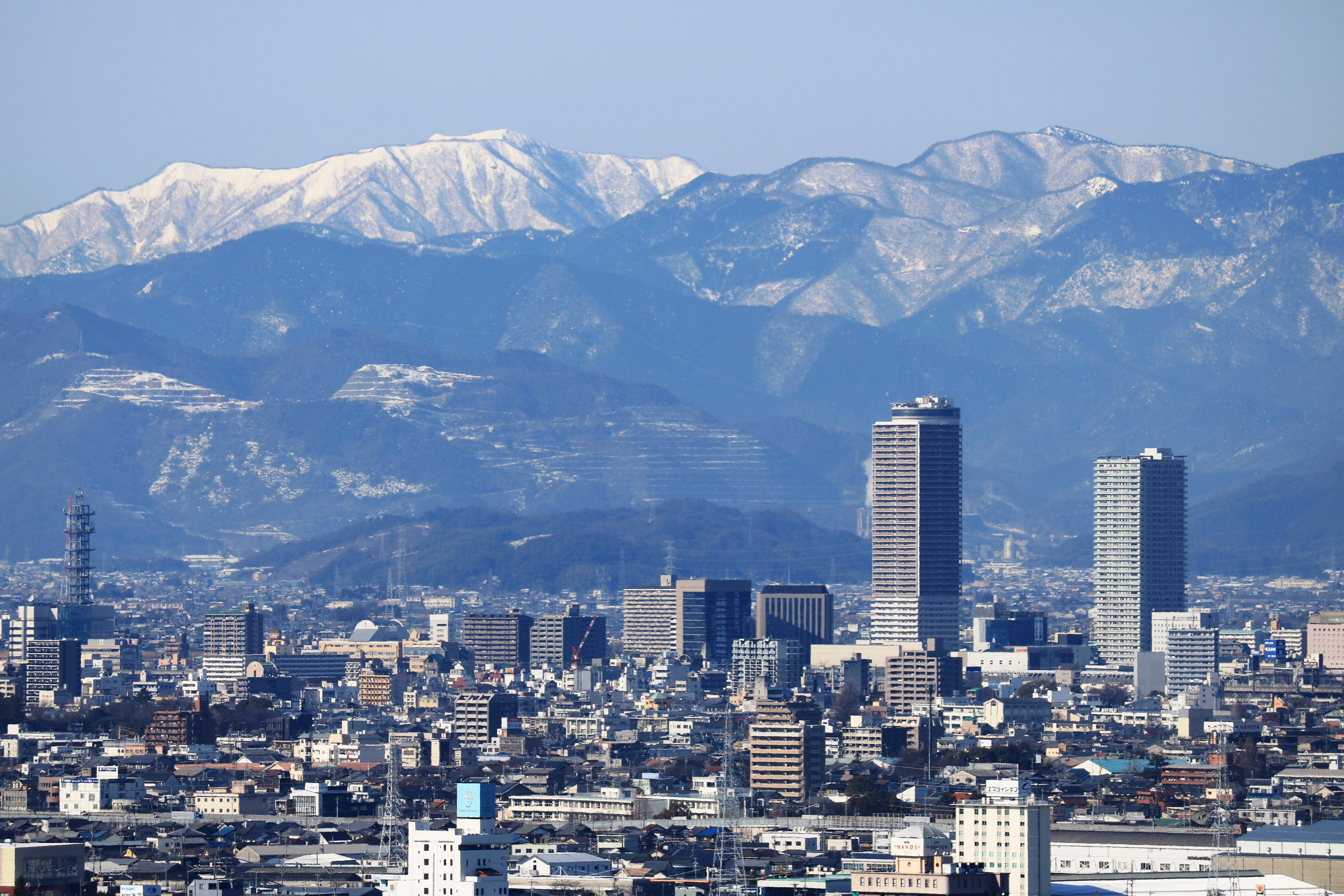
岐阜市（中核市・県都）
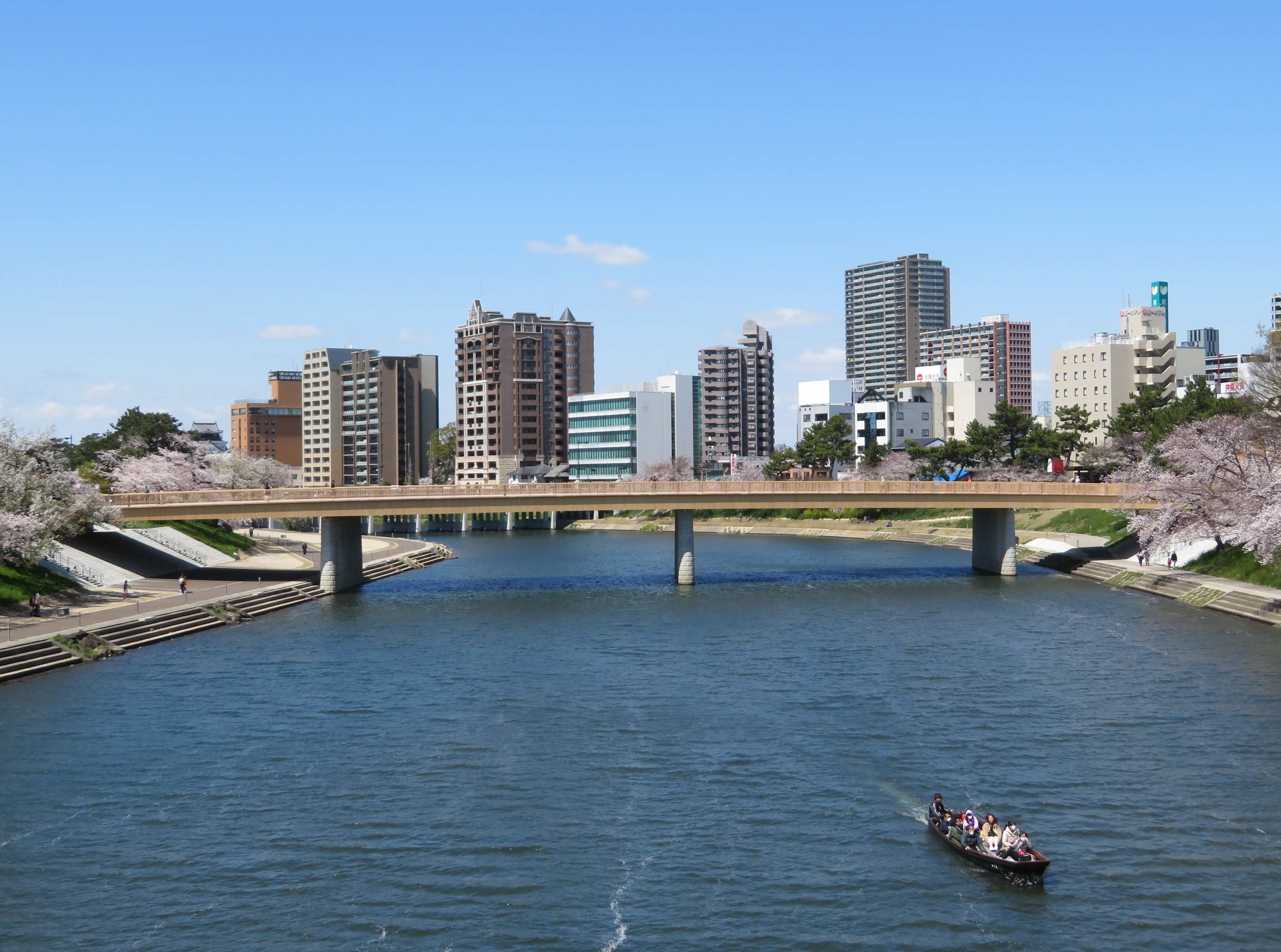
岡崎市（中核市）
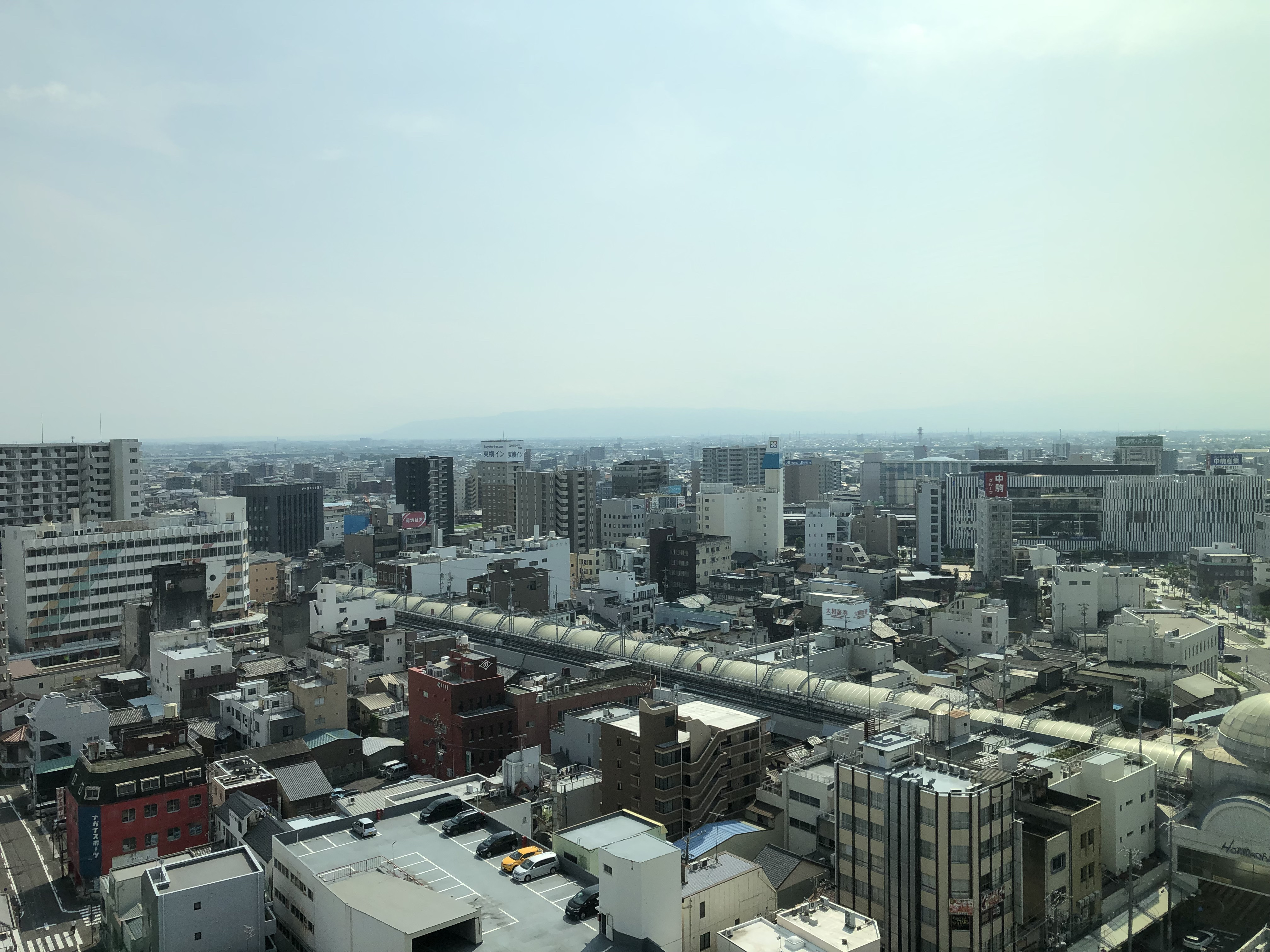
一宮市（中核市）
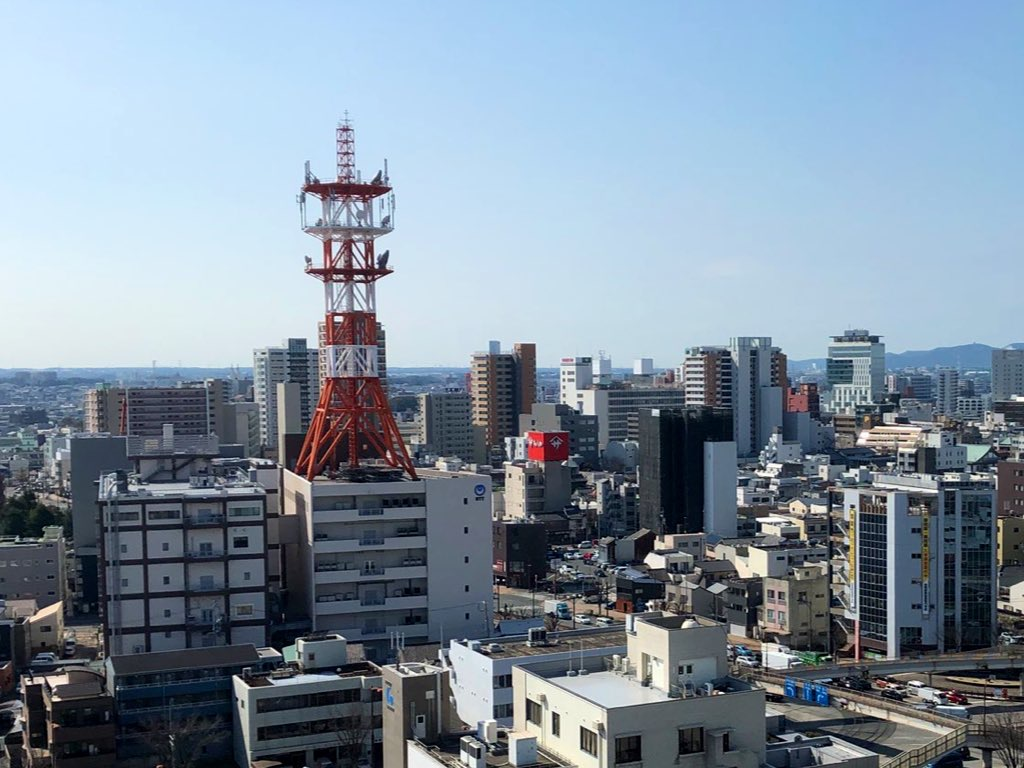
豊橋市（中核市）
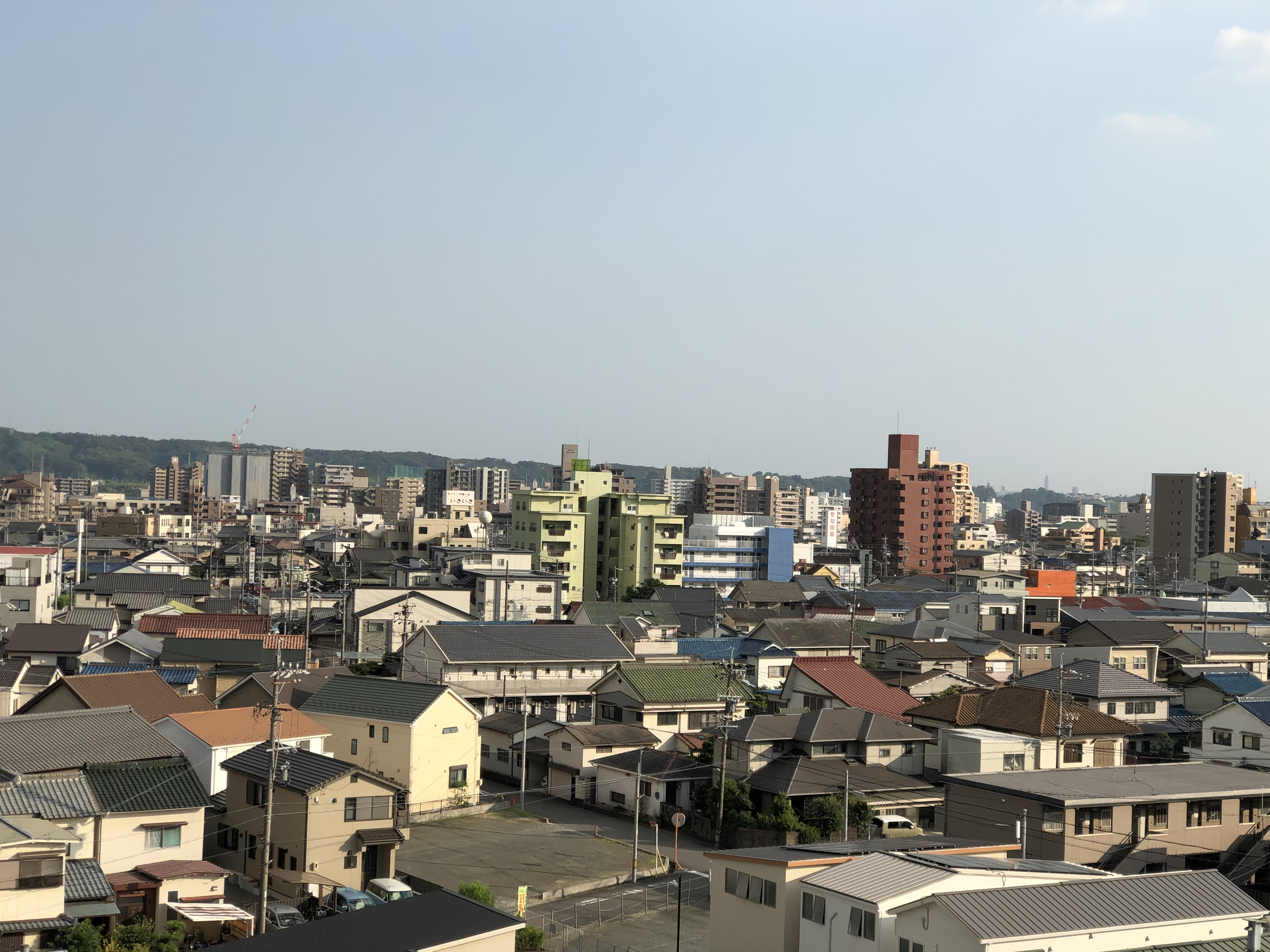
春日井市（特例市）
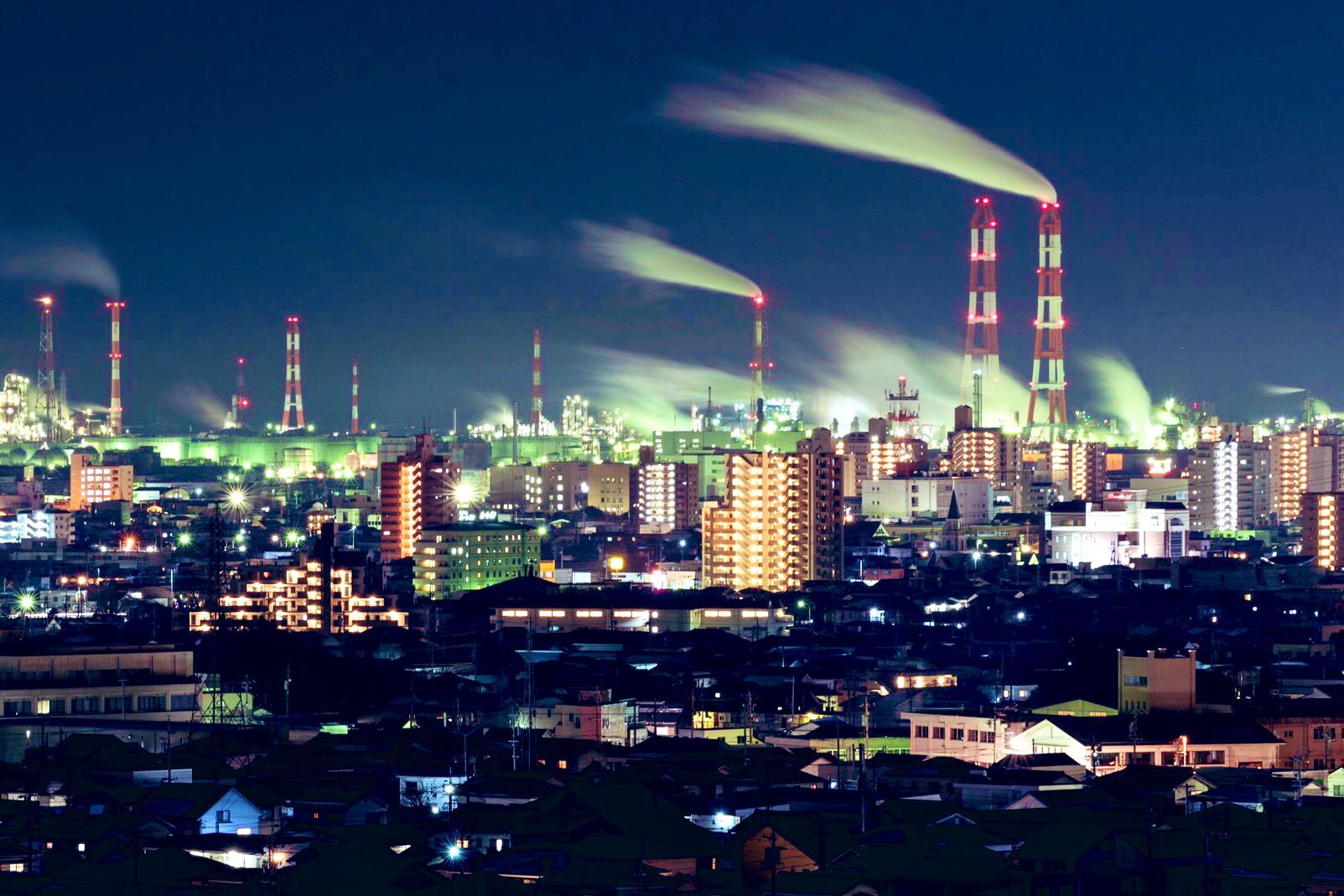
四日市市（特例市）
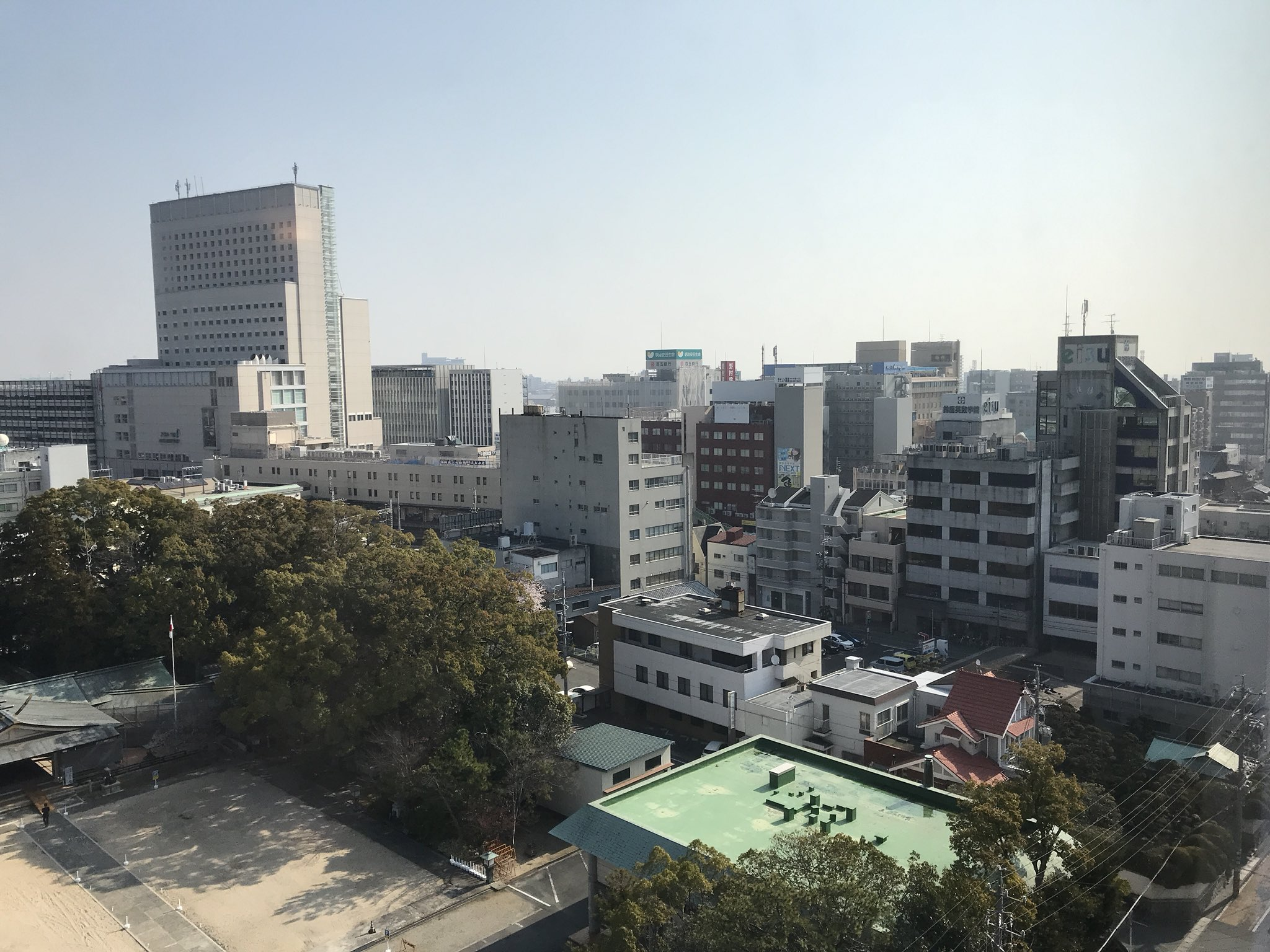
津市（県都）

## 地域

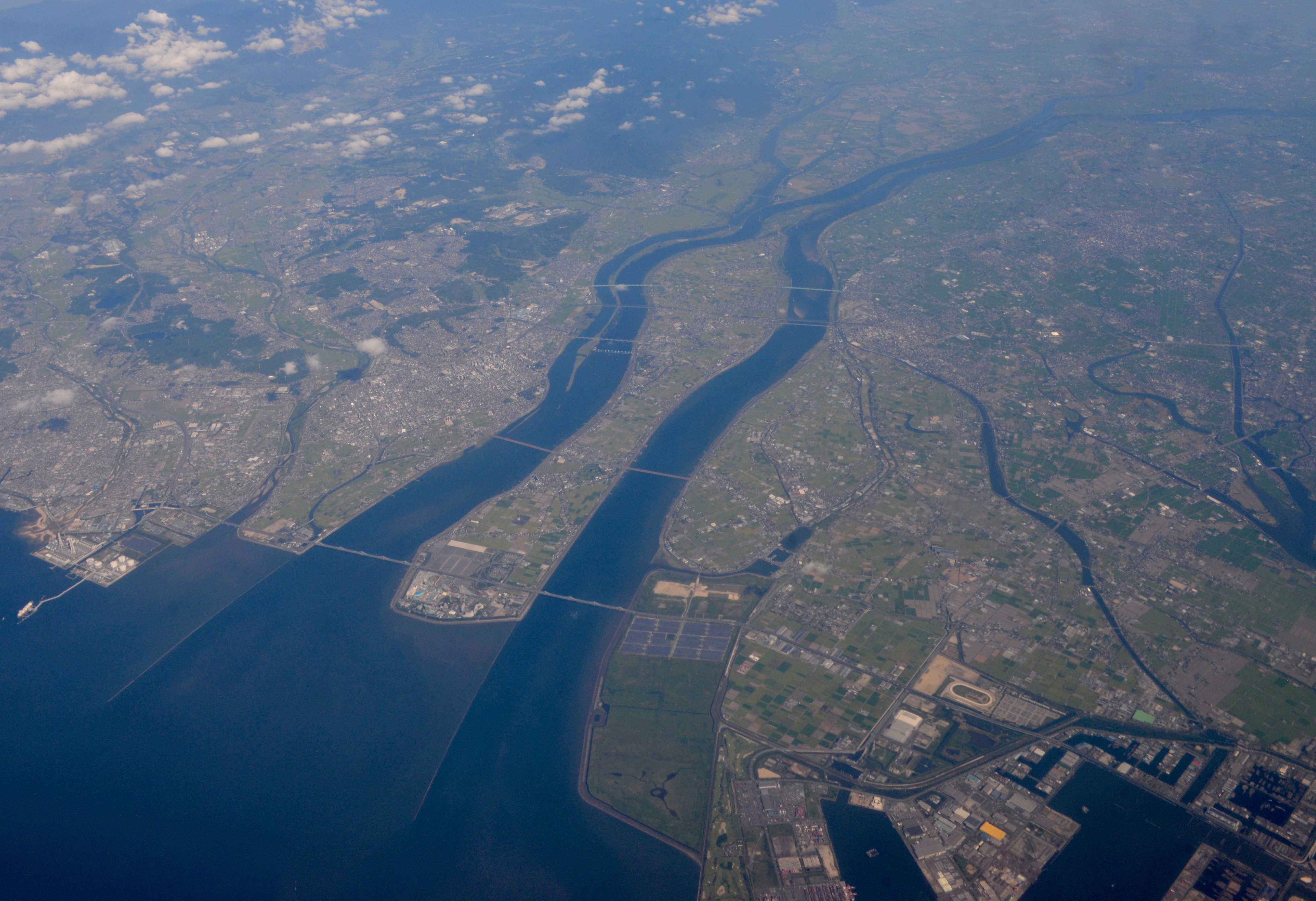
伊勢湾へ注ぐ揖斐川（左）と木曽川（右）

### 地理
濃尾平野を中心に名古屋都市圏が広がり、更に太平洋岸の中小規模な平野に都市が連なる。
地質的には北部及び中部が西南日本内帯に属し、それぞれ美濃帯（丹波－美濃帯）、領家帯に区分される。三重県南部及び三河の一部は西南日本外帯に属し、三波川帯及び四万十帯に区分される。
沿岸はプレート境界になっているため、南海トラフ大地震の警戒区域になっている。

#### 地形
山地
- 山脈：鈴鹿山脈、飛騨山脈、木曽山脈
- 山：伊吹山、御在所岳、茶臼山、恵那山、御嶽山、乗鞍岳

河川
- 川：揖斐川、長良川、木曽川、矢作川、豊川、豊川用水

海岸
- 海：伊勢湾、三河湾、熊野灘

湖沼
- 湖：油ヶ淵

## 歴史

### 古代
先史時代
平野部は気候が温暖なので、古代から人類の定住が見られた。
弥生時代
特に濃尾平野においては、弥生人の勢力が隆盛を誇った。
古墳時代
伊勢湾岸一帯には多くの古墳が分布していた。

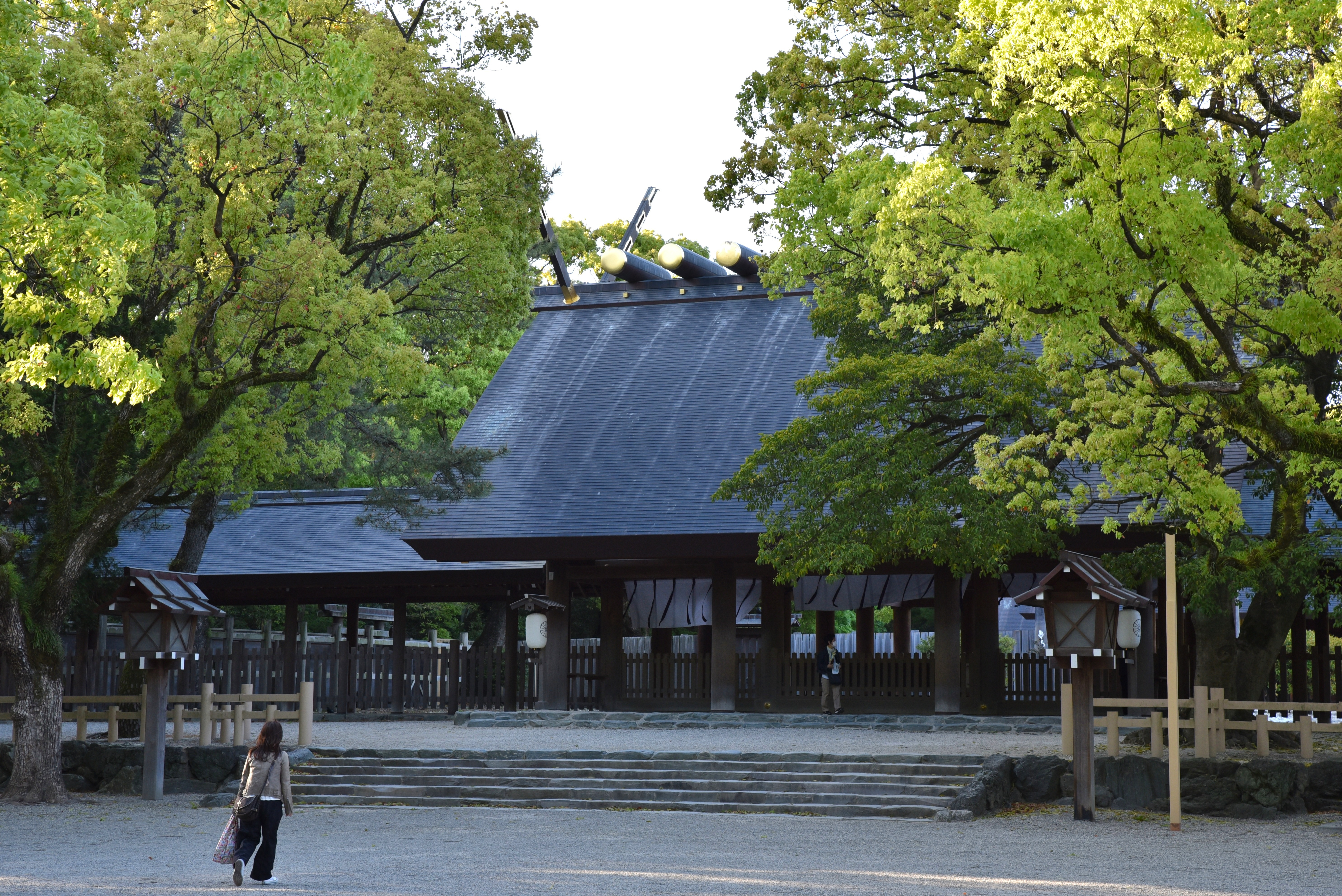
熱田神宮 （愛知県名古屋市熱田区）
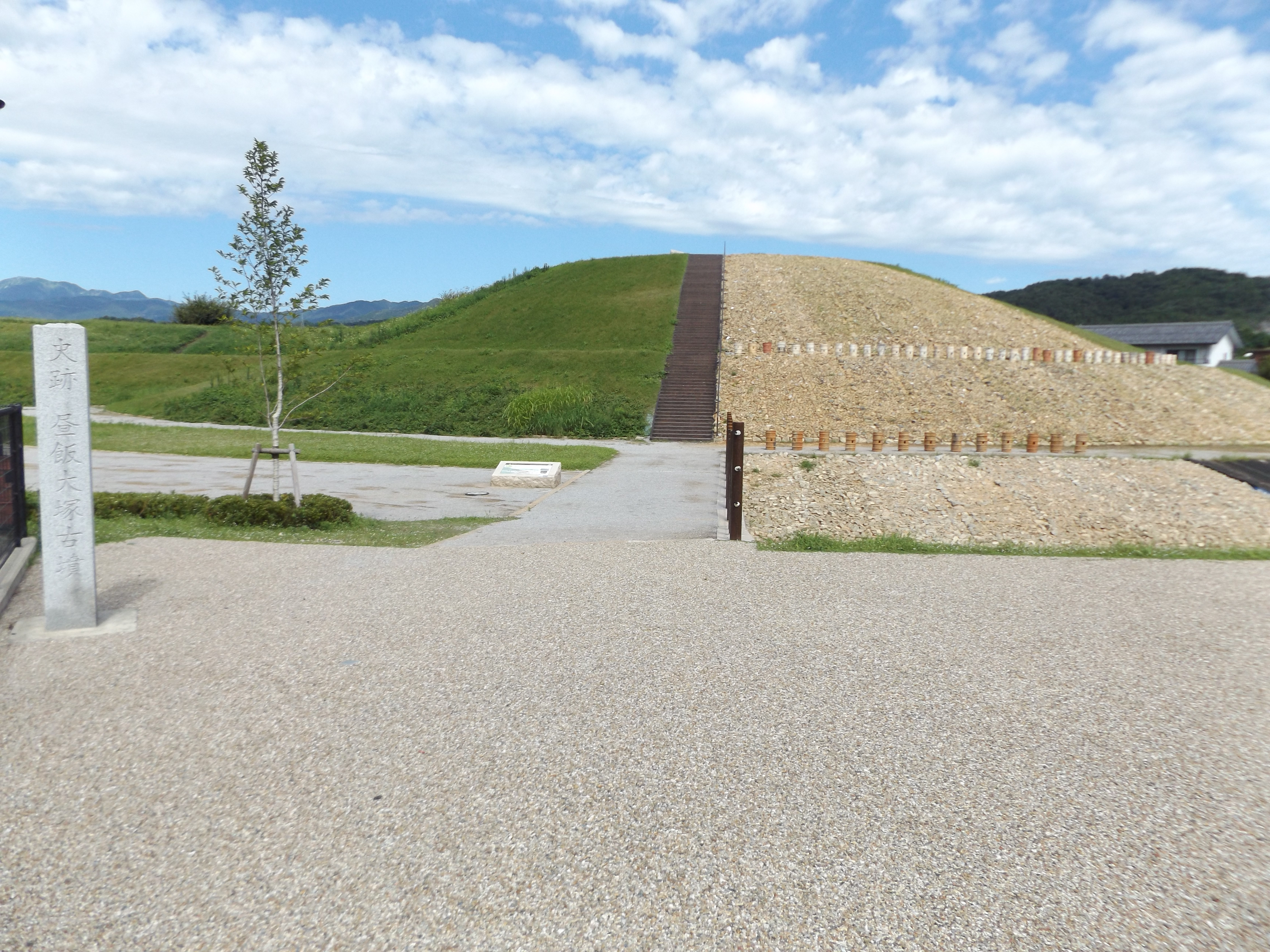
昼飯大塚古墳 （岐阜県大垣市）
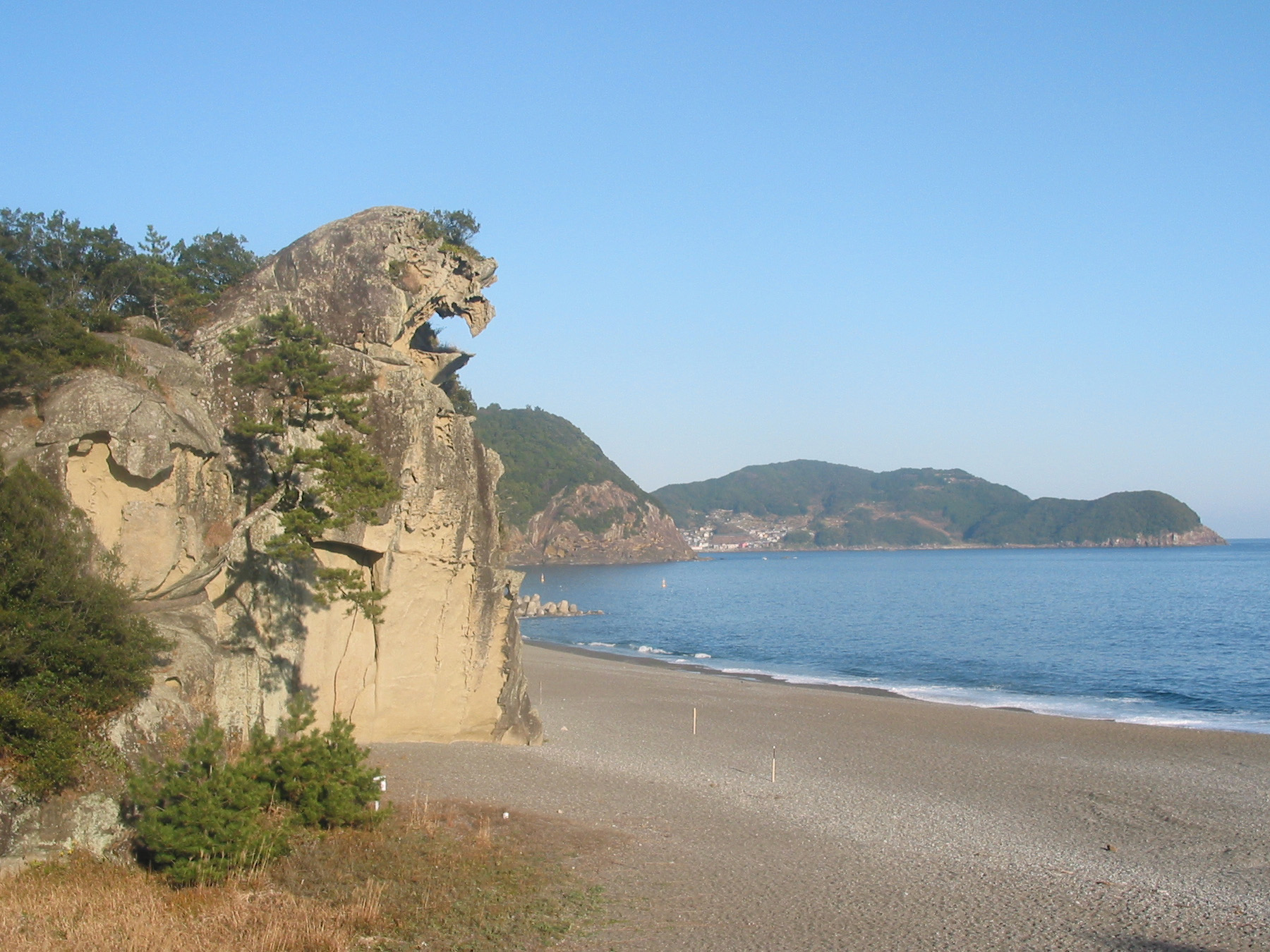
七里御浜と獅子岩 （三重県熊野市）

飛鳥時代
律令時代には東海道（初期）や東山道が整備され、古代三関の1つである鈴鹿関などが設置されるなど、中部、関東から畿内、北九州へ向かう防人の通行路となった。

### 中世
平安時代
院近臣の政変であり源平合戦の1つである平治の乱では、源氏側の棟梁であった源義朝の最後の地が、知多半島の大御堂寺に存在する。

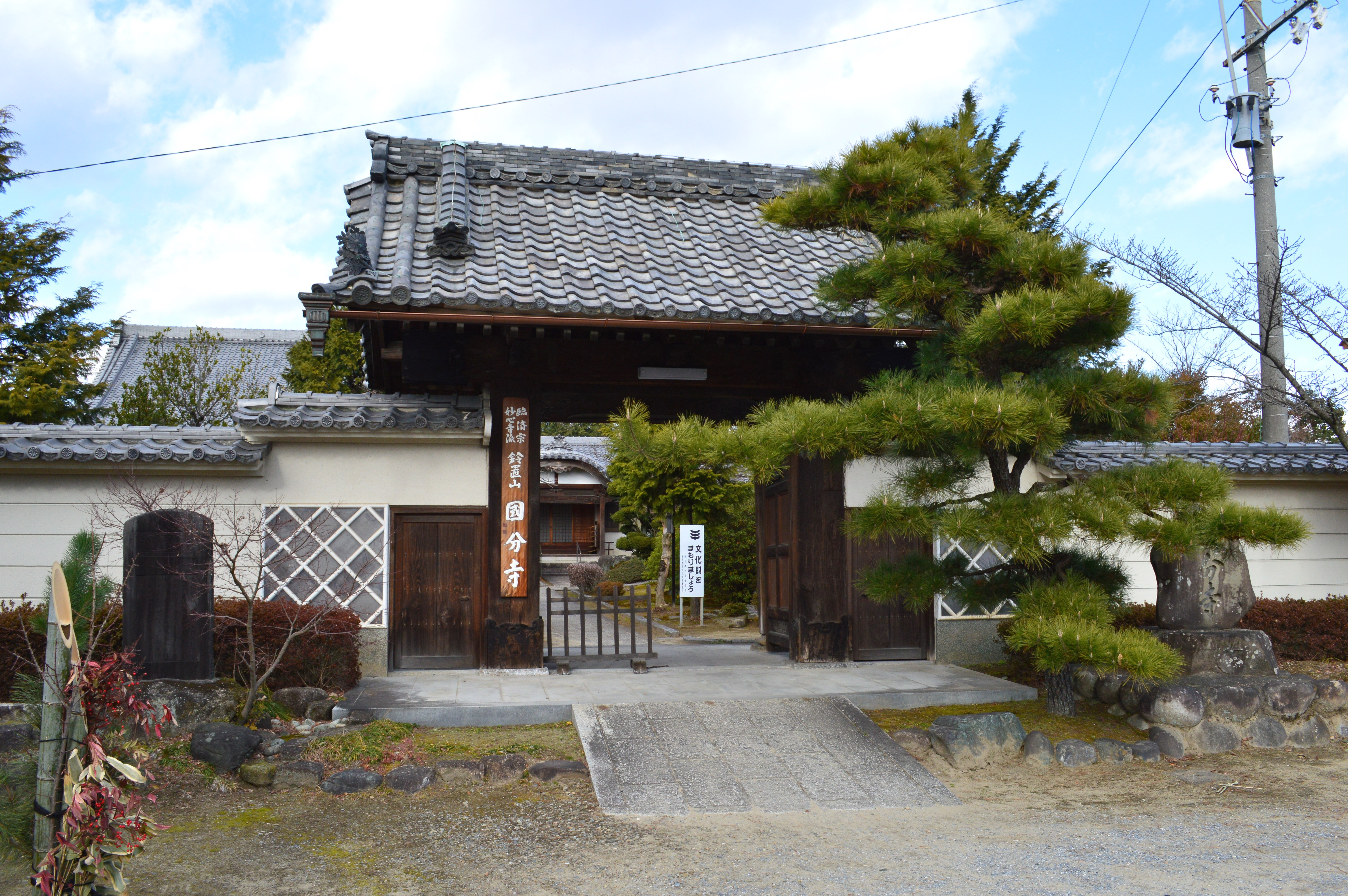
尾張国国分寺 （愛知県稲沢市）
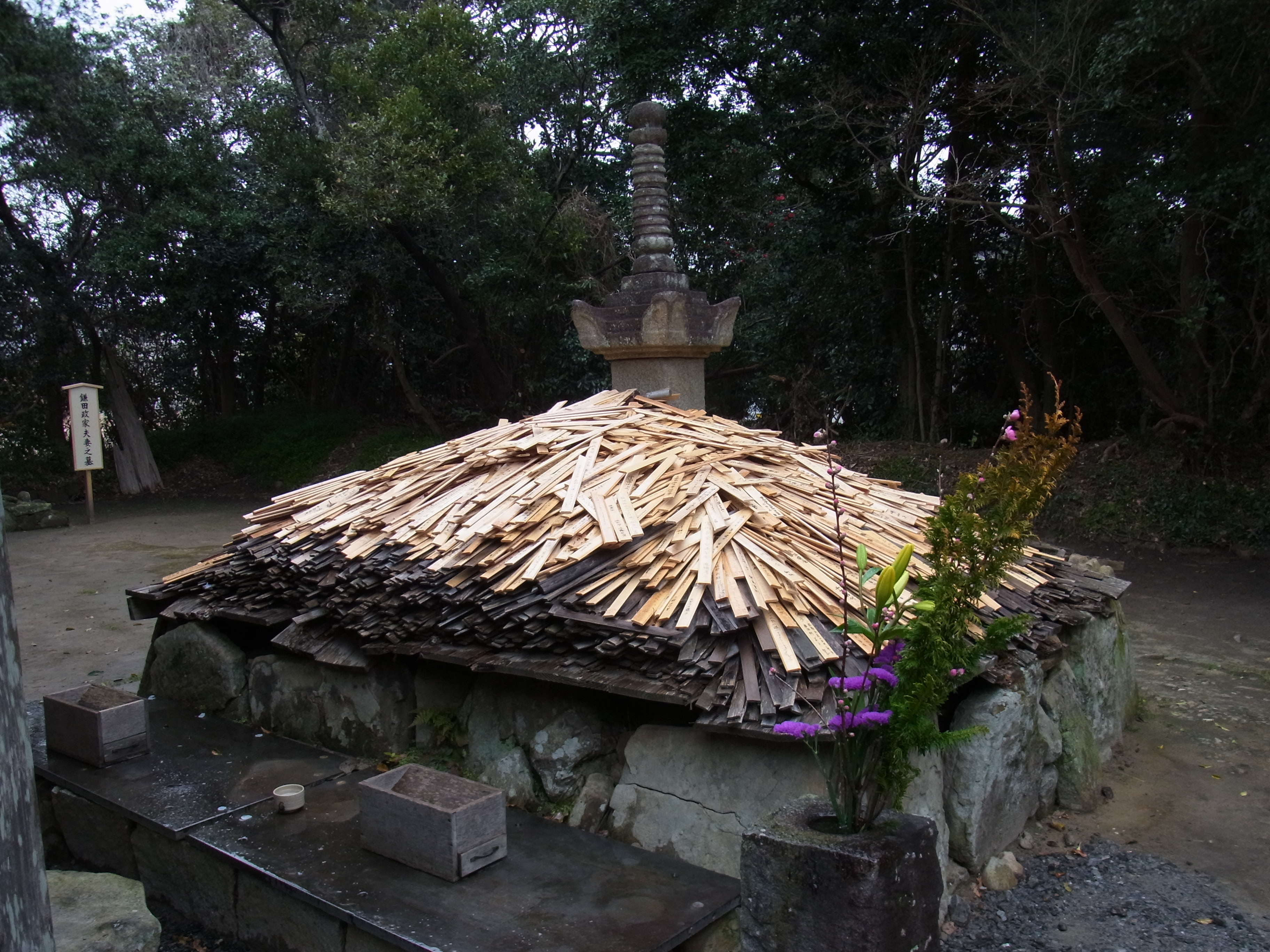
大御堂寺に存在する源義朝の墓 （愛知県知多郡美浜町）
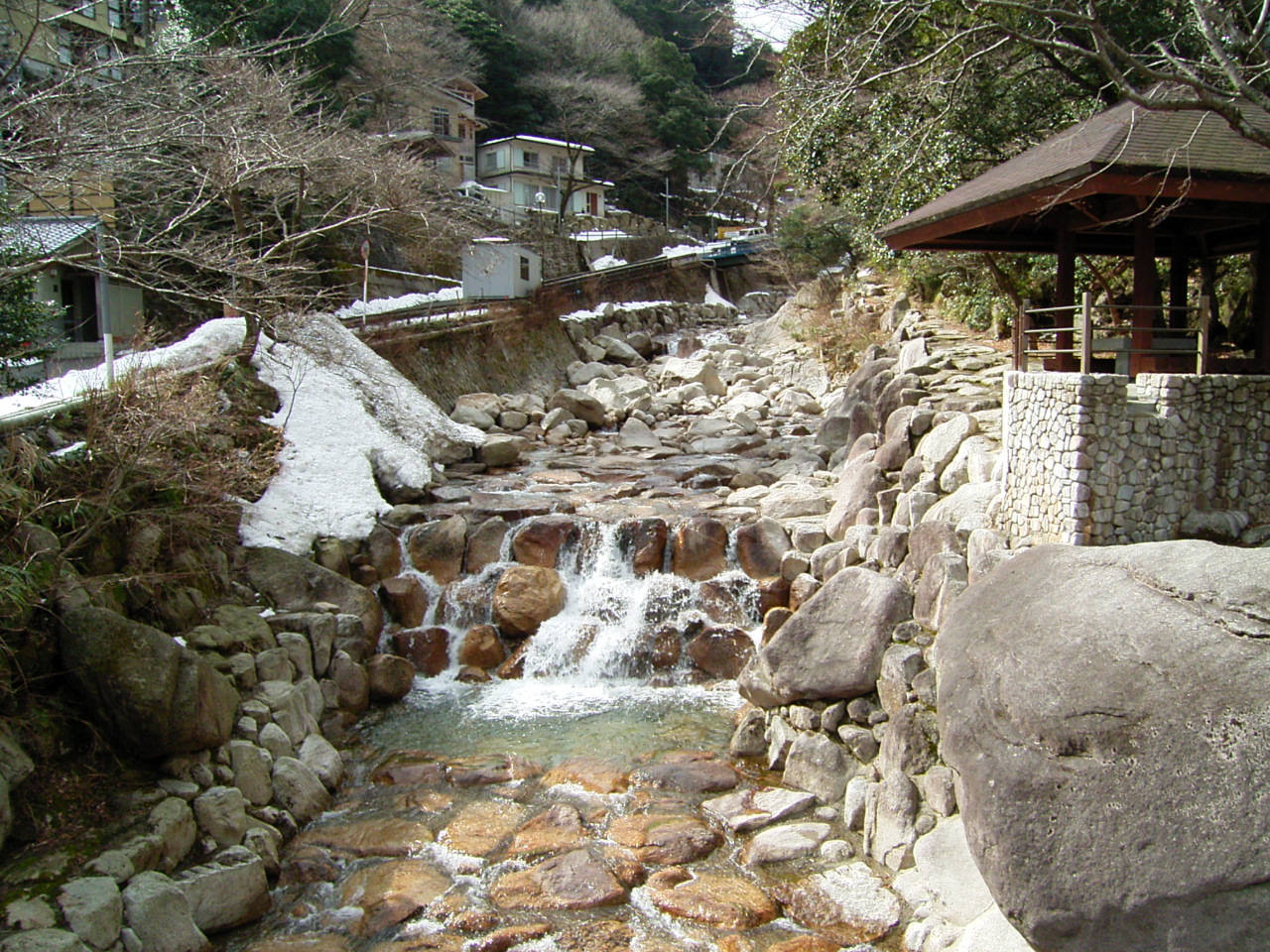
御在所岳山麓にある湯の山温泉街 （三重県三重郡菰野町）

戦国時代
中世から近世への節目となる、桶狭間の戦い、長篠の戦い、小牧・長久手の戦いや、天下分け目の合戦である関ヶ原の戦いもこの地方で勃発した。

### 近世
安土桃山時代
戦国大名が乱立すると、織田信長、豊臣秀吉、徳川家康といった三英傑をはじめ、数多くの武将が輩出された。
中でも尾張国や三河国（特に西三河地方）の出身者が多く、江戸時代の大名の約7割がこの２つの地方の出身である（例：前田利家、加藤清正、池田輝政、山内一豊、堀尾吉晴、蜂須賀家政など）。

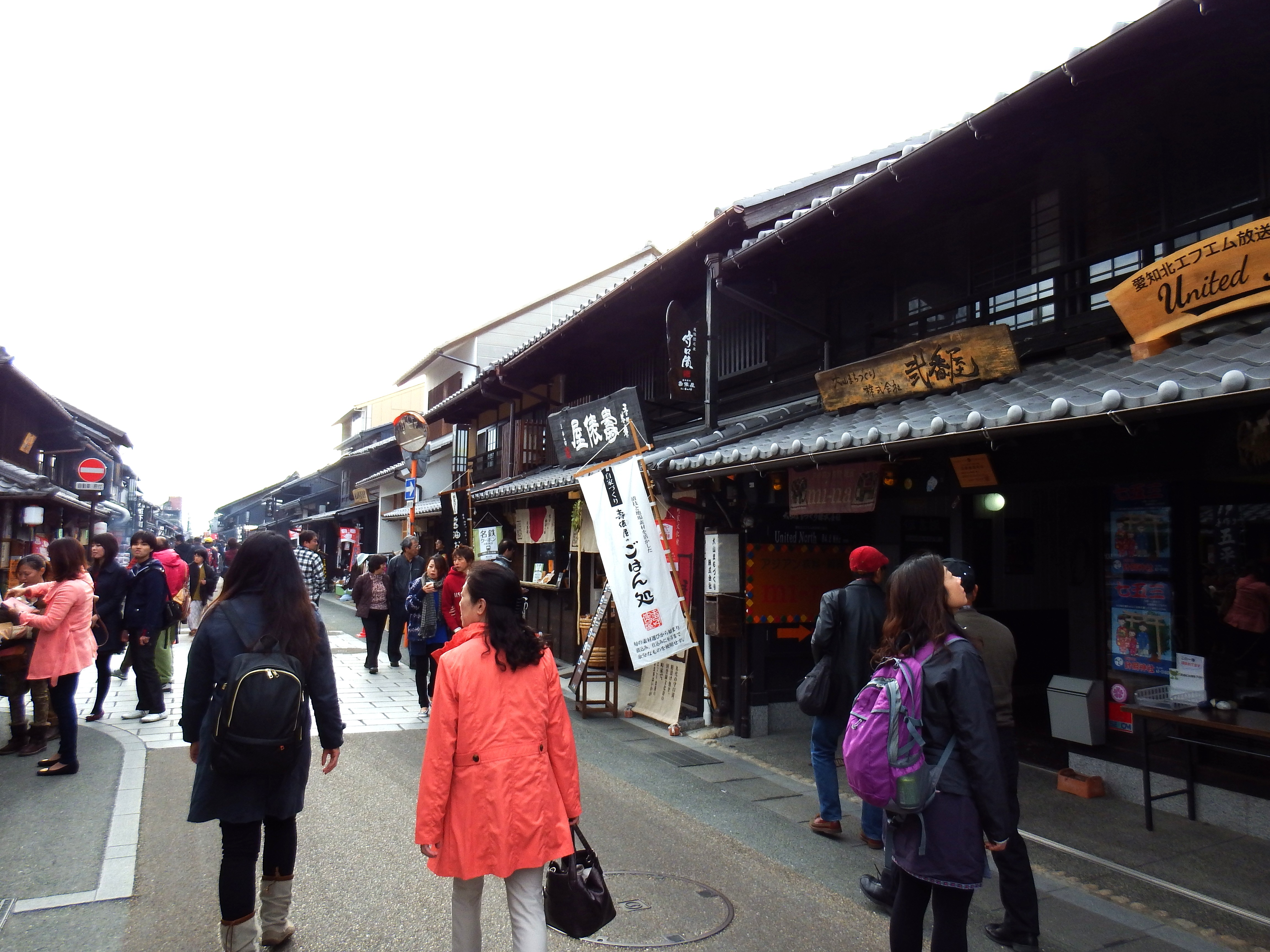
犬山城城下町
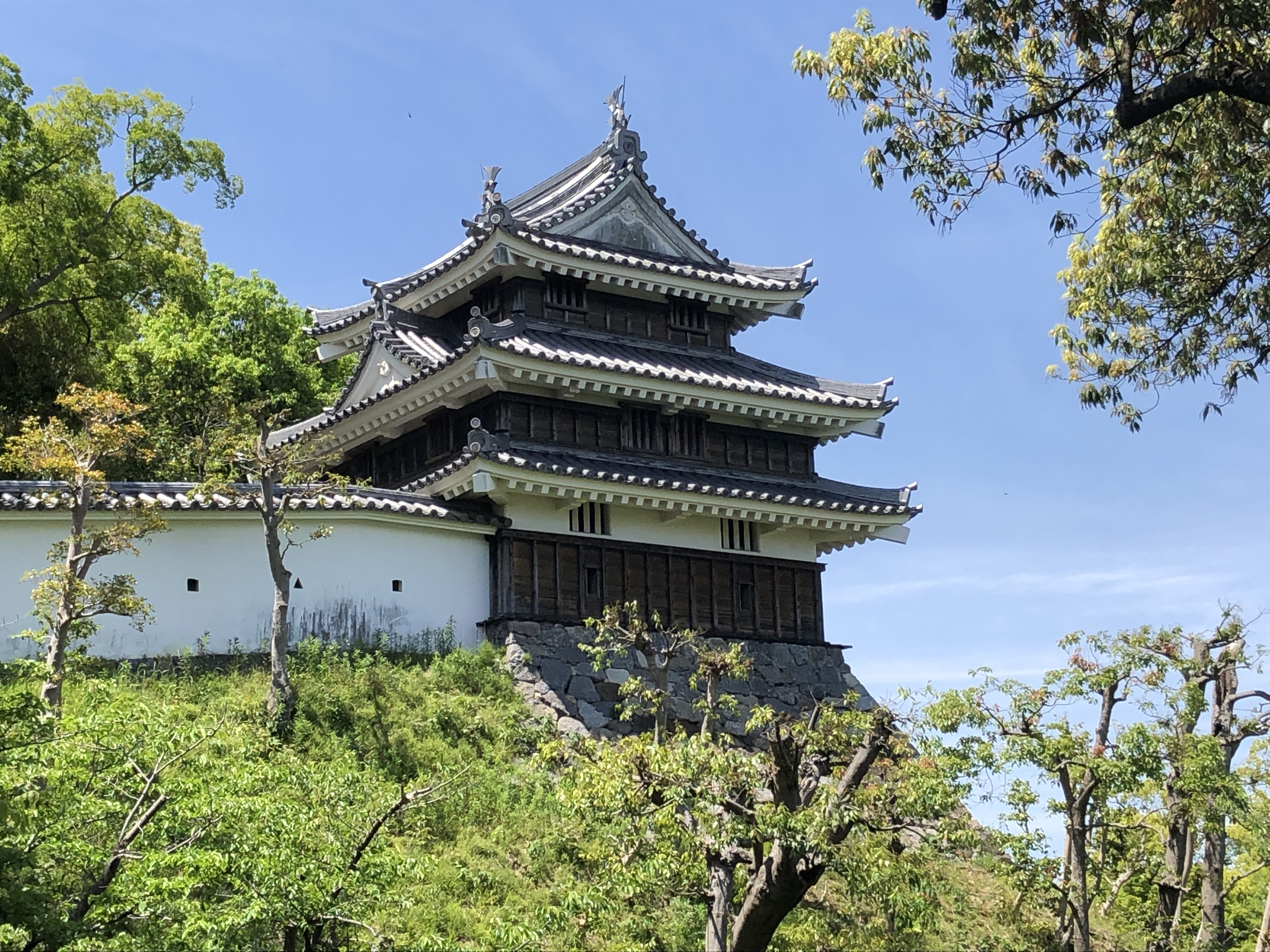
西尾城

江戸時代
江戸幕府が樹立されると、江戸と京都とを結ぶ東海道五十三次と中山道六十九次が整備された。主な宿場町には、東海道では岡崎宿、池鯉鮒宿、桑名宿、四日市宿、亀山宿などがあり、中山道では大湫宿、太田宿、加納宿、関ヶ原宿などがあった。
また、江戸時代には綿が盛んに生産され、副業として綿織物産業が成立していた。尾張国の桟留縞など、好評を博す地域の名産品も誕生した。尾張藩第7代藩主徳川宗春の代に、現在の大都市としての名古屋の基礎が築かれた。

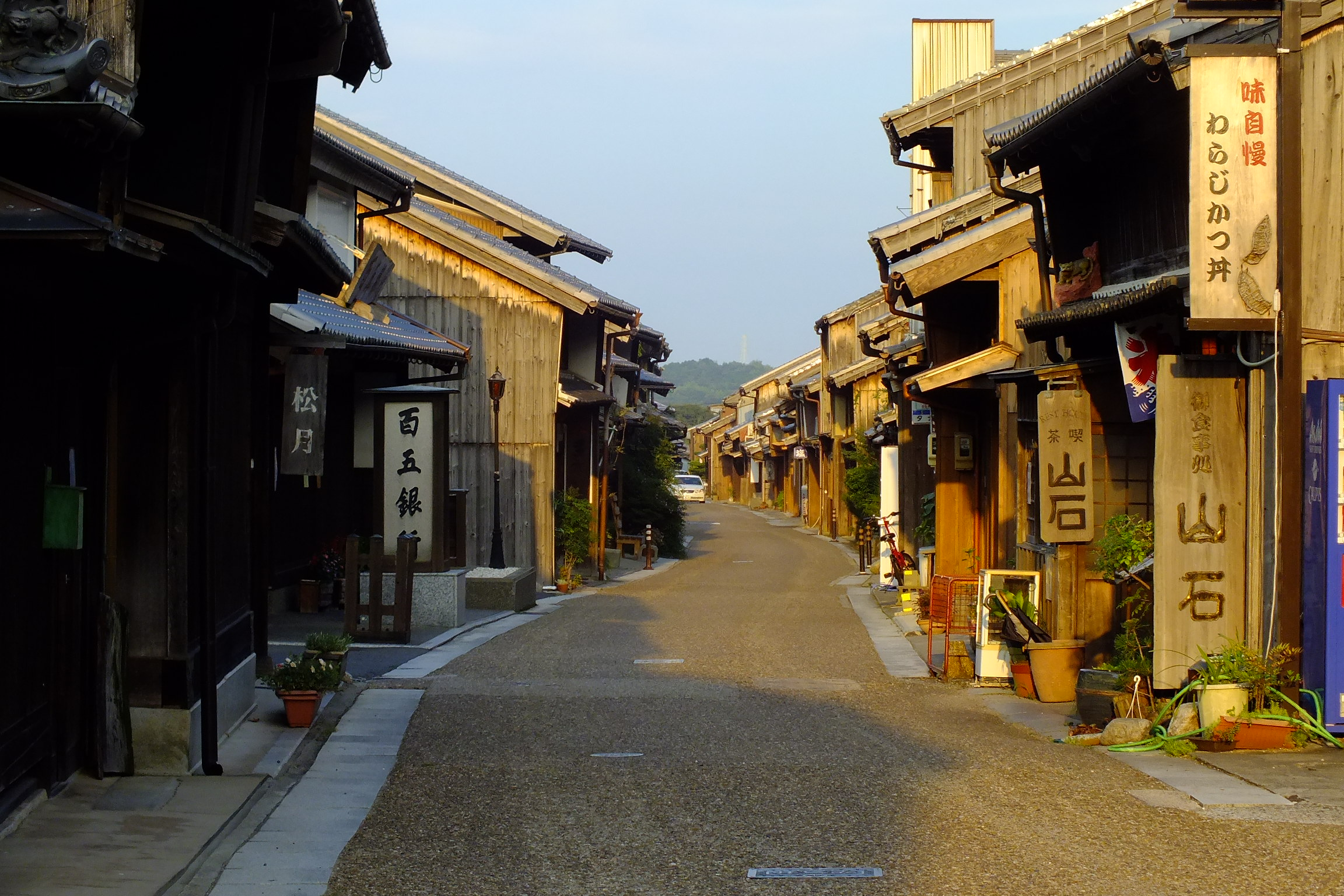
東海道関宿 （三重県亀山市）
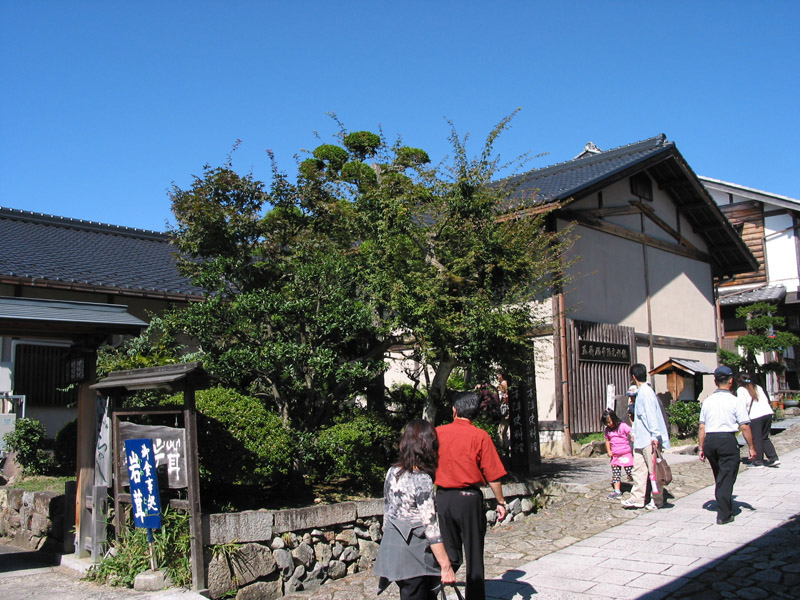
中山道馬籠宿（岐阜県中津川市）
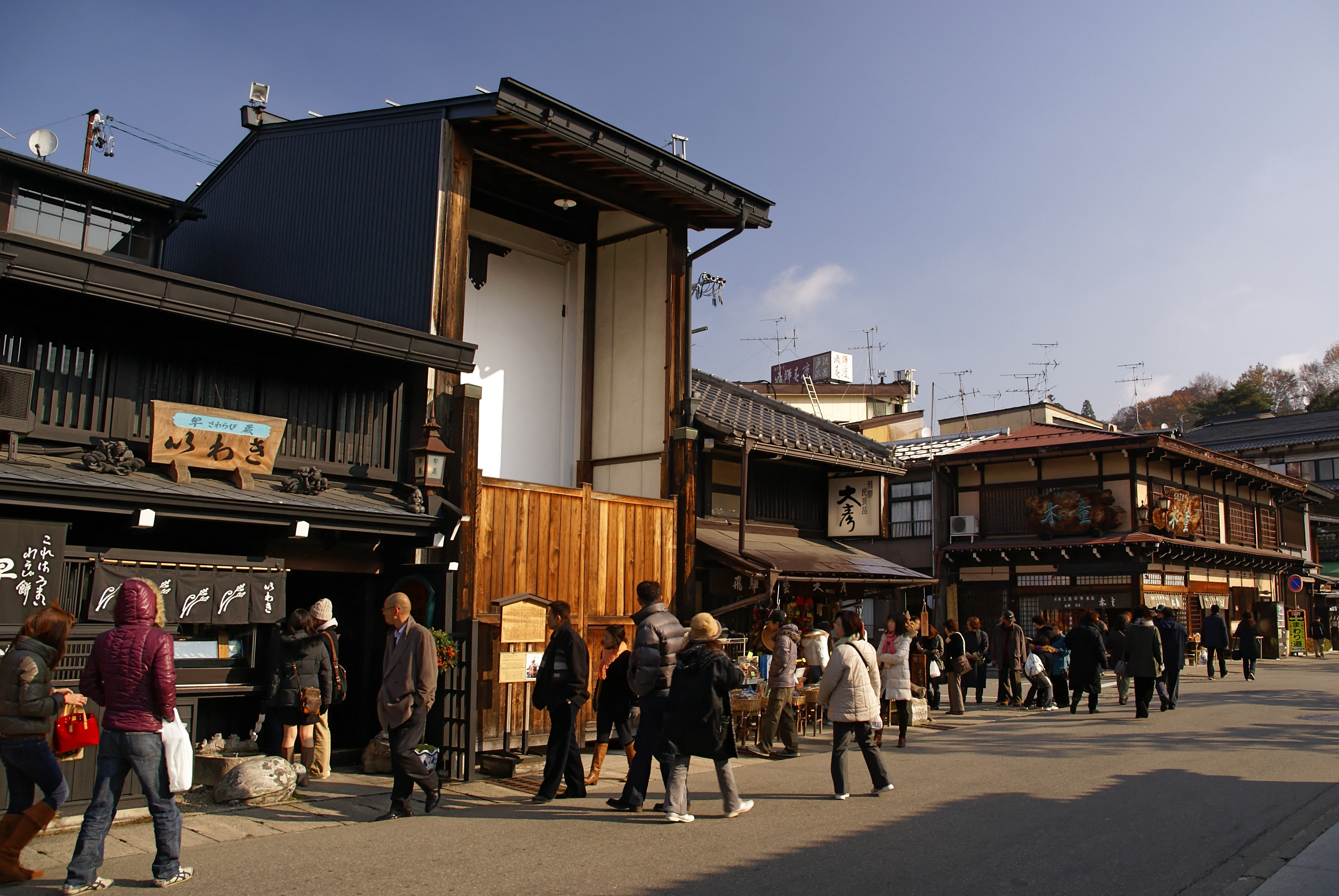
三町 （岐阜県高山市）
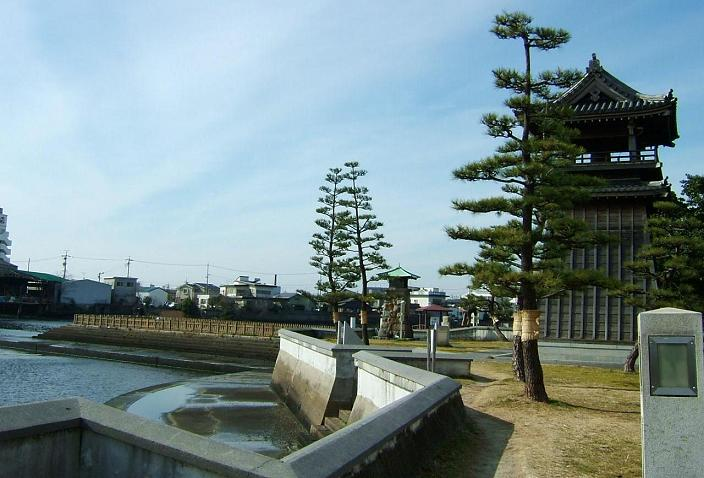
七里の渡し跡地 （愛知県名古屋市熱田区）
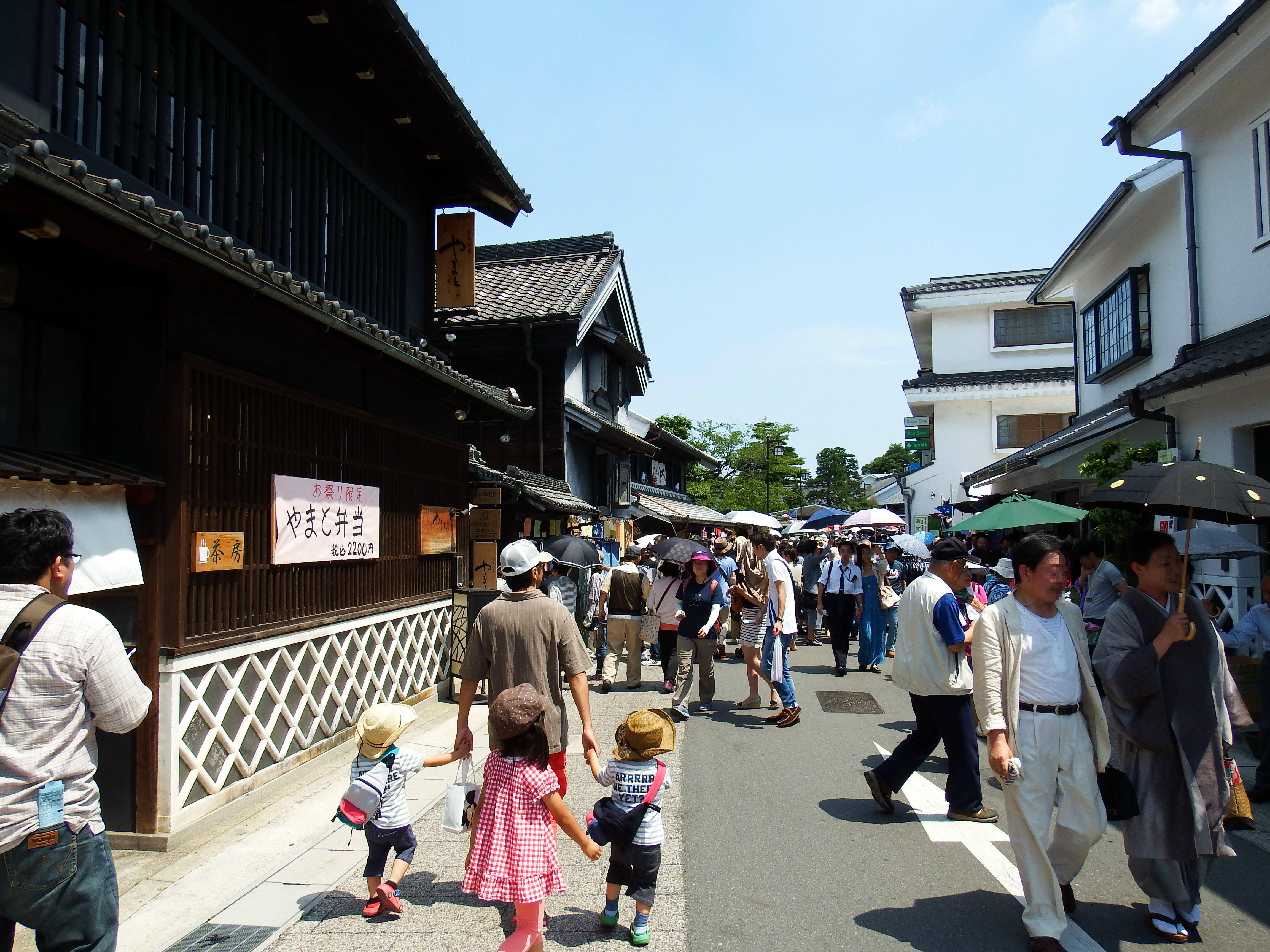
東海道鳴海宿有松町（愛知県名古屋市緑区）
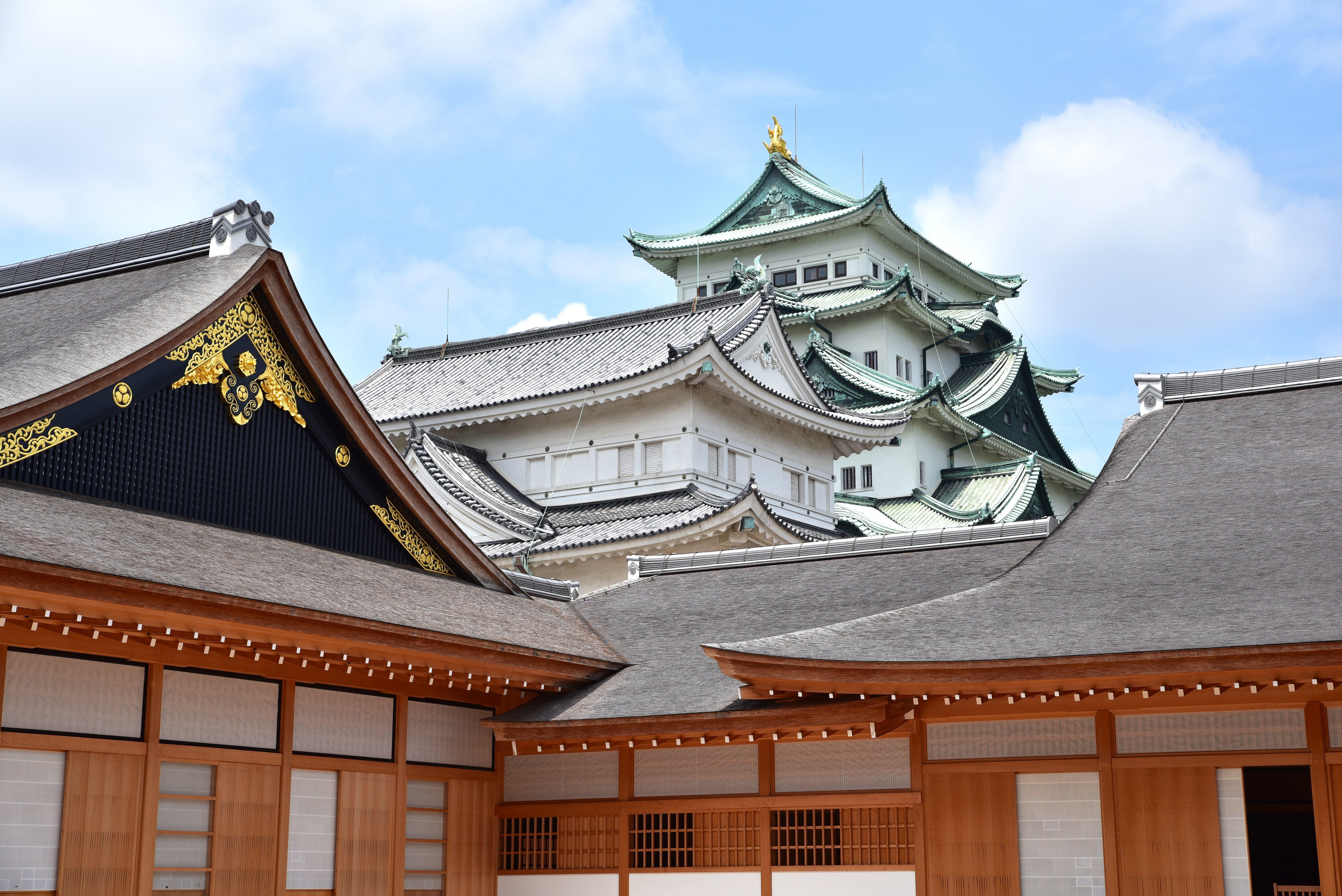
三都に次ぐ規模を誇った尾張藩の名古屋城 （愛知県名古屋市中区）

### 近代
明治から第二次大戦まで
綿織物生産が隆盛を極め、大阪府に次いで全国二位の綿織物生産量を誇るに至った。濃尾地震の発生とインド綿の輸入に端を発して衰えた綿織物工業は、第一次世界大戦の勃発により毛織物の輸入が途絶えるとともに毛織物工業へと移行し、以後中京圏は国内繊維産業の中心地となった（例：一宮市、岐阜市、西尾市）。

#### 岐阜県
岐阜県は、美濃と飛騨の2つに大別され（越県合併によって信濃と越前から編入されたした地域もある）さらに美濃は西濃、岐阜地区、中濃、東濃に区分される。（中濃の中から可茂を分ける場合もある。）江戸時代の飛騨は全域が高山陣屋を拠点とした天領で、美濃の他、信濃や越中と交流していた。美濃は加納藩、大垣藩、高須藩、郡上藩、岩村藩、苗木藩、旗本の知行地などが存在したものの、尾張藩領が多くを占めていたこともあり、古くから美濃と尾張の交流は多く、同質の共通する文化が多く存在する、現在は、岐阜市・大垣市・各務原市・可児市・多治見市などから愛知県への通勤・通学者は多く、中京大都市圏の一角を占めている。

#### 三重県
三重県は、本来近畿地方であるが、近年では東海地方や中部地方に分類されることが多くなってきている。三重県は古来より揖斐川を境にして西側は、近江・山城・大和・紀伊との交流が深い上方文化圏であった。揖斐川より東側の桑名市長島町と木曽岬町は尾張や美濃と共通する生活・文化圏であった。この尾張と伊勢の国境には木曽三川の広大な河口デルタ地帯が存在していたために七里の渡しや十里の渡しなどの危険が伴う小舟で数時間かけて移動するしか方法が無く、陸上移動が不可能であったためお伊勢参りの旅人や東海道を通行する商人や参勤交代の大名行列を除いて伊勢と尾張双方の一般民衆の交流は疎遠であった。明治になると四日市市に設立された 関西鉄道株式会社によって木曽三川に橋が建設され、1895年(明治25年)に名古屋へ短時間で移動ができるようになると、 桑名や四日市などの北勢地域は名古屋との交流が盛んになり関係が深まった。その頃には、名古屋は東海道本線や中央本線が開通するなどして周辺地域の中心地としての地位が確立し人口が急増・発展して大都市化が始まり、名古屋を中心とした地域を「中京」または「東海地方」と呼ぶようになった。1933年（昭和8年）11月8日 - 現在の桑名市長島町⇔愛知県弥富市との間の木曽川に尾張大橋が開通し供用を開始。1934年（昭和9年） - 現在の桑名市長島町⇔桑名市中心部との間の長良川と揖斐川に伊勢大橋が開通し供用を開始。これにより徒歩や自動車によって初めて愛知県へ陸上移動することが可能となった。1938年（昭和13年）6月26日 - 関西急行電鉄（現在の近鉄名古屋線）により桑名⇔名古屋間が開通するなどした結果、伊賀市・名張市・熊野市・南牟婁郡を除く三重県は徐々に中京圏に内包されていった。現在は国道1号、国道23号(名四国道)、東名阪自動車道、伊勢湾岸自動車道、JR関西本線、近鉄名古屋線などの橋で両県は繋がっている。

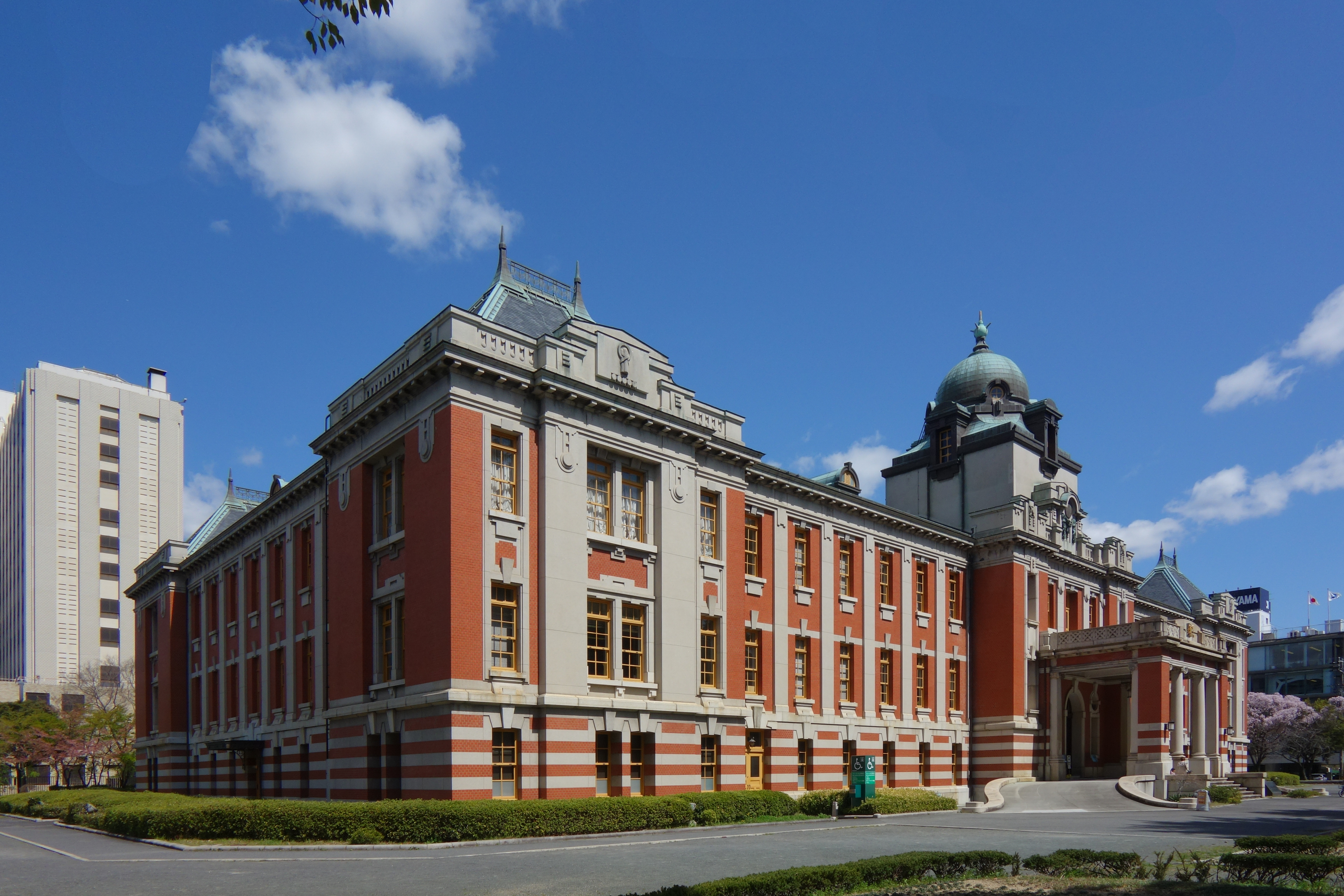
旧名古屋控訴院地方裁判所区裁判所庁舎 （愛知県名古屋市東区）
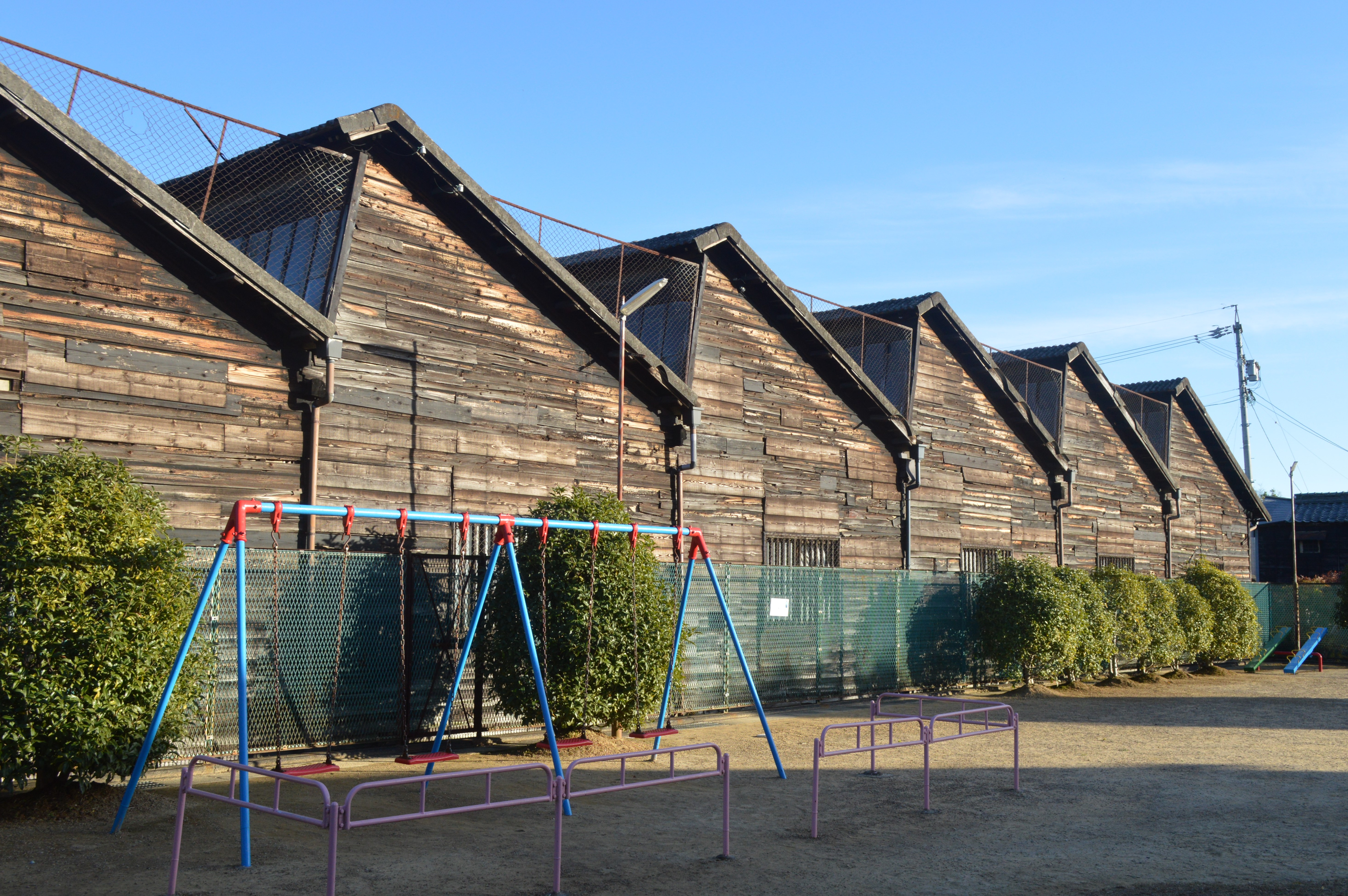
尾州織物ノコギリ屋根工場 （愛知県一宮市）
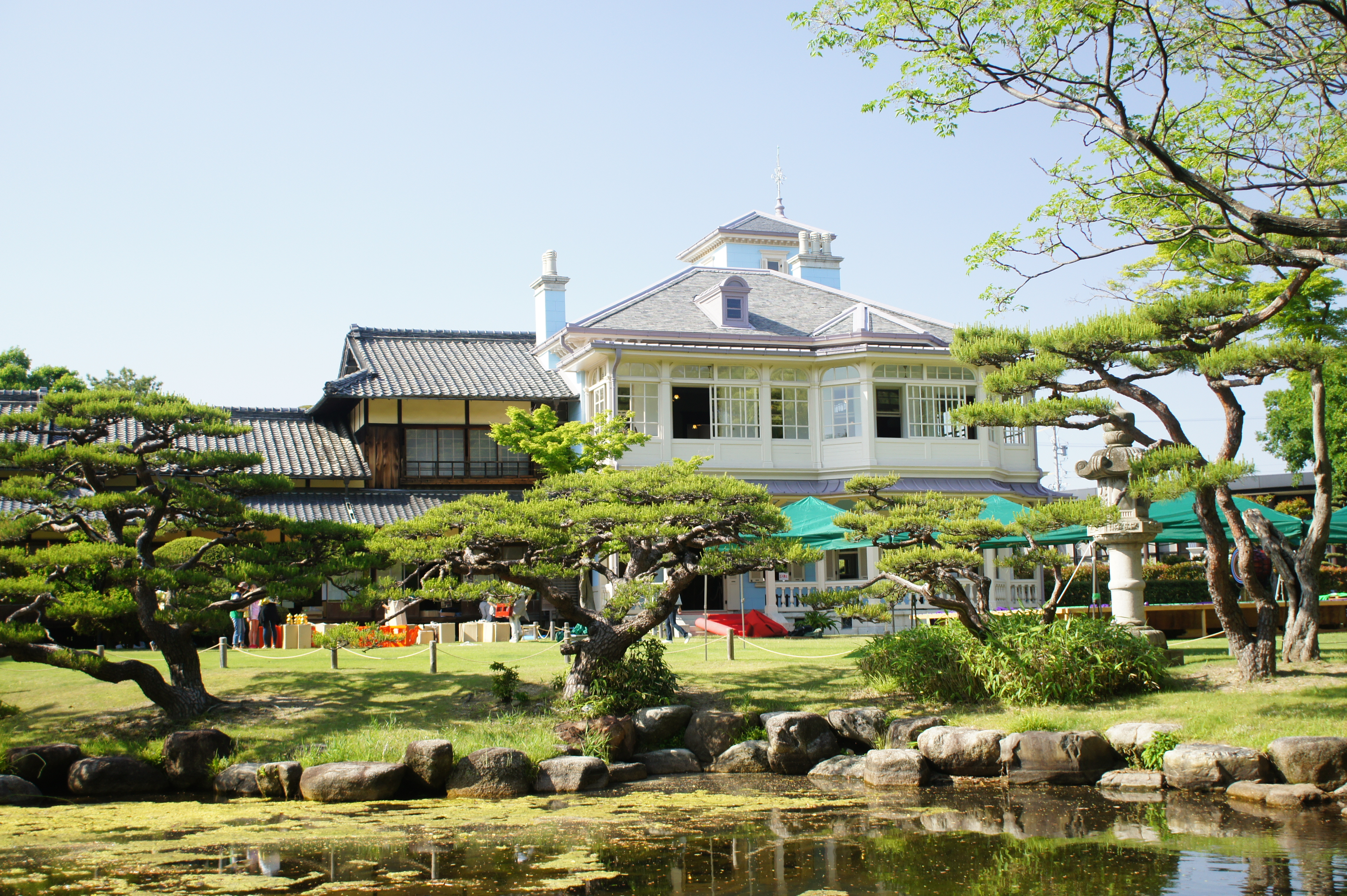
六華苑 （三重県桑名市）

### 現代
第二次大戦後
高度経済成長期以後、特に成長する東京都区部と大阪市を結ぶ東海道と中山道の交通網が当地域の発展にとって益々重要と考えられるようになり、交通網や都市開発が進められた。このため、特に東海道線沿線は当地域における工業生産の中心地になっていった。
名古屋市に近い岐阜県南部、三重県北部（北勢）との経済的な連関も一層深くなり、伊勢湾岸の中京工業地帯の形成も伴って、「名古屋圏」「中京圏」が確立された。近年では、東海道新幹線・東名高速道路・新東名高速道路・中央自動車道の開通や中央新幹線の計画などから、静岡県西部や長野県木曽郡・南信州などとの関係も形成されつつある。

## 経済

### 経済圏構想
なお、近年では、名古屋市を中心とした半径100kmの以内の地域を「グレーター・ナゴヤ」のブランド名で統一して、海外企業を積極的に誘致し、世界有数の産業集積地にすることを目標とした大名古屋経済圏構想もあり、グレーター・ナゴヤ・イニシアティブ（GNI）と呼ばれる（関連ページ）。これには名張市も支援を受けている（関連ページ）。

### 第一次産業

#### 農業
温暖な気候と豊富な日照に恵まれているため、全国一のシェアを誇る菊、電照菊をはじめとする花卉、柑橘類や柿などの果樹、野菜の生産が盛んである。都市近郊では、一戸当たりの耕地面積が小さいが販売金額が大きくなっており、生産性の高さが特色となっている。愛知県では名古屋コーチンをはじめとする鶏、三重県、岐阜県では松阪牛、飛騨牛といった肉牛の生産も盛んである。

### 第二次産業

#### 工業
太平洋ベルト上に位置しており、伊勢湾岸には日本を代表する工業地帯である中京工業地帯が形成されている。
西三河地方は「トヨタ王国」とも呼ばれており、トヨタ自動車の影響力が非常に強い。

### 第三次産業

#### 商業
全体で見ると名古屋市が際立った存在感であるが、名古屋都市圏の中で人口10万人台の小牧市・刈谷市・半田市・東海市・安城市も昼間人口比率が1を超えており（働きに来る人が多い）、小規模な業務の中心として位置づけられている。
豊田市・岡崎市・岐阜市・四日市市・津市といった中核市や県庁所在地も広義のエリアに含まれ、二次的な経済・文化・交通の中心となっている。

## 交通
鎌倉時代以降、国家的な見地から東西の連結が重視されてきたが、近代においても東西の幹線が重点的に整備された。

### 空路

#### 空港
- 中部国際空港（通称：セントレア）
- 県営名古屋空港（通称：小牧空港）

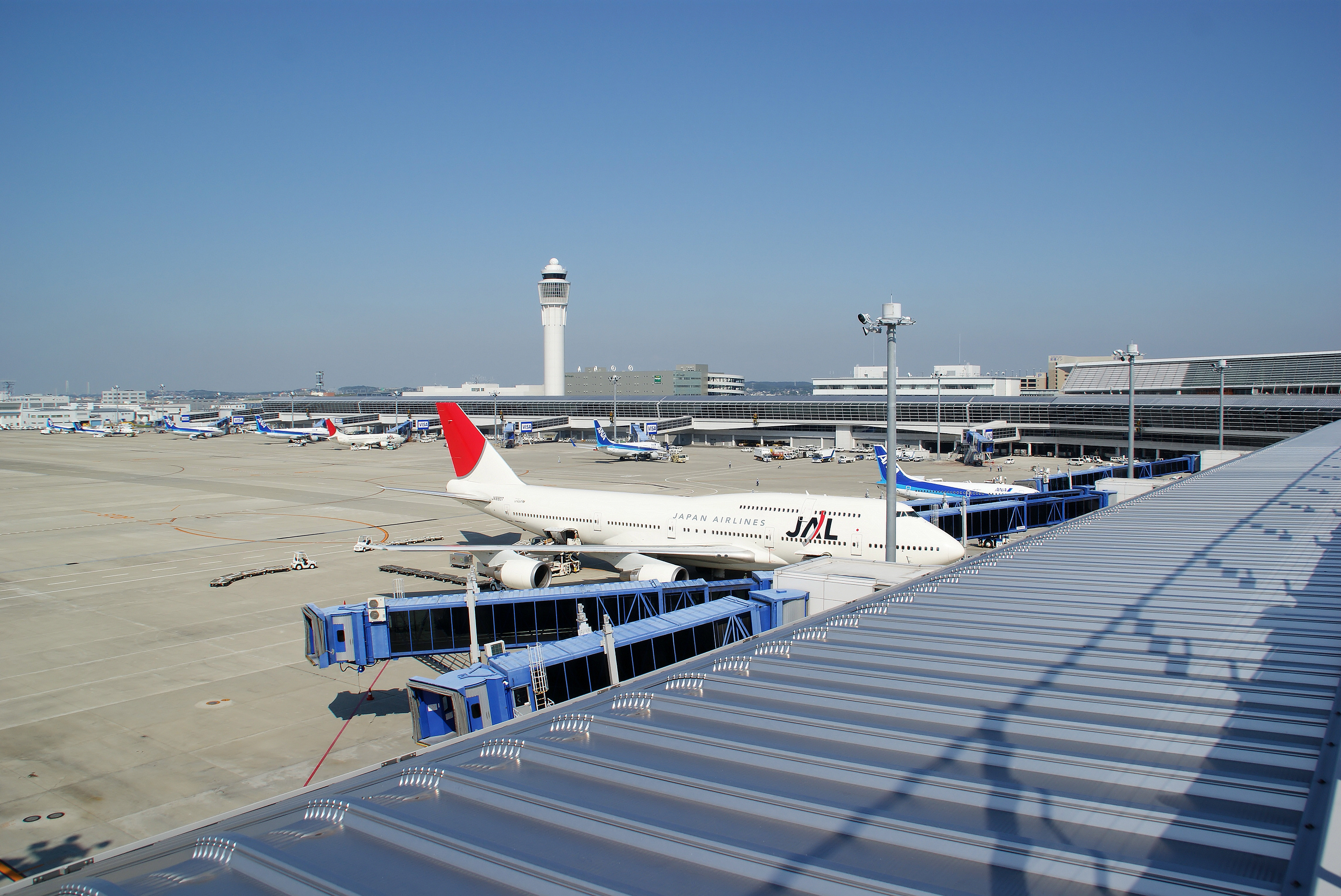
中部国際空港
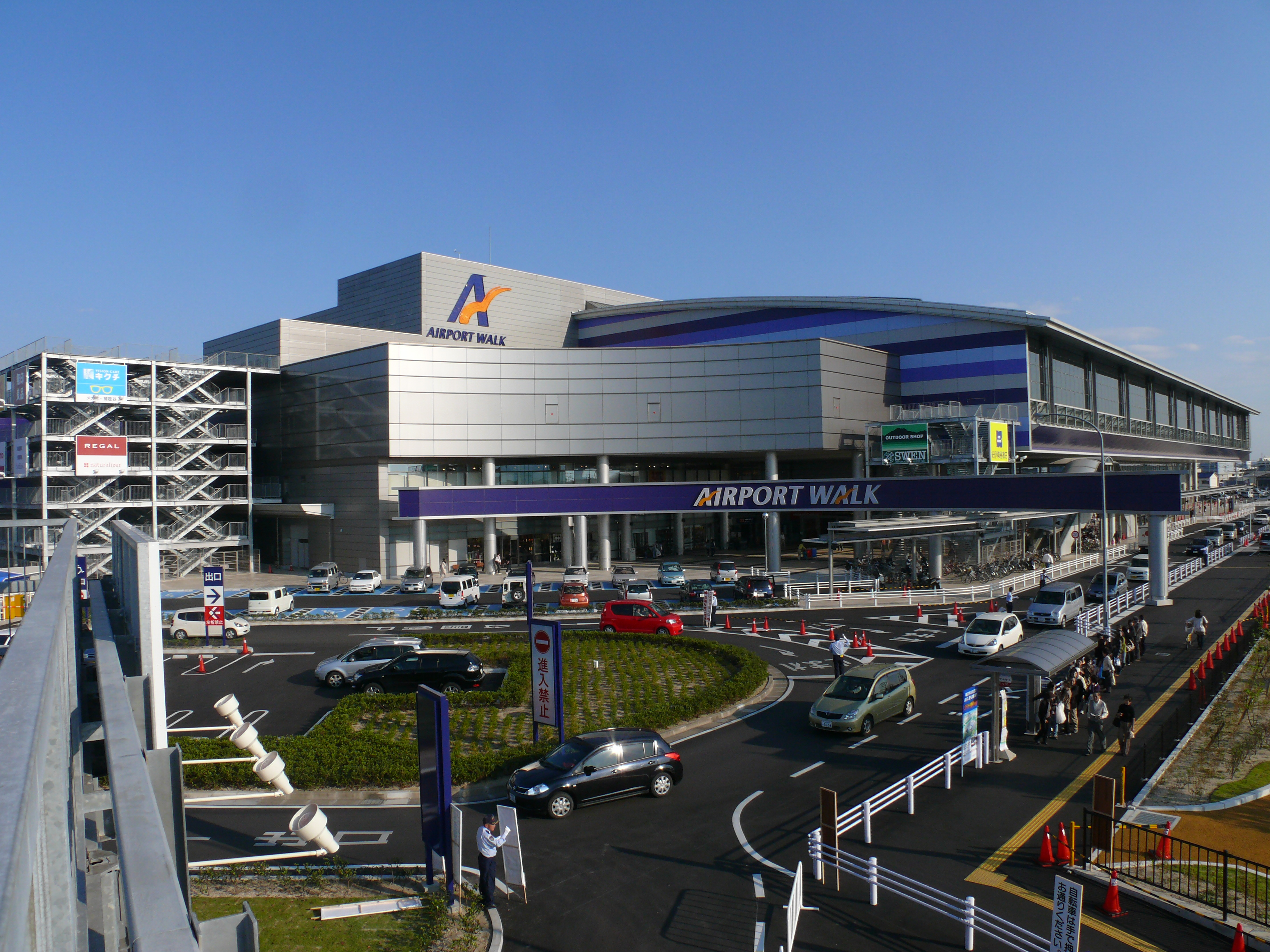
県営名古屋空港

### 鉄道

#### 地下鉄路線
名古屋市交通局（名古屋市営地下鉄）
- 東山線
- 名城線
- 名港線
- 鶴舞線
- 桜通線
- 上飯田線

#### 鉄道路線

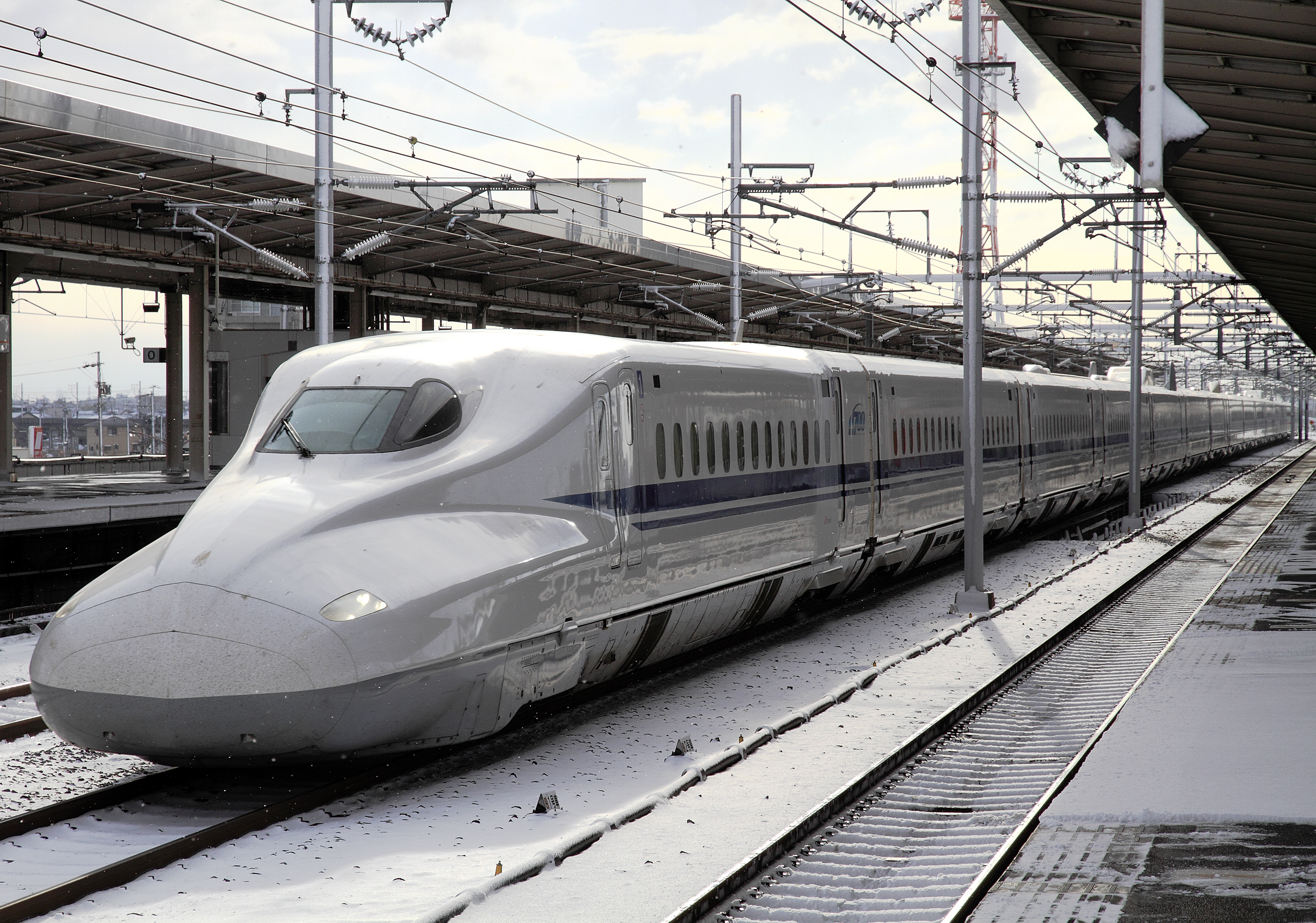
東海旅客鉄道
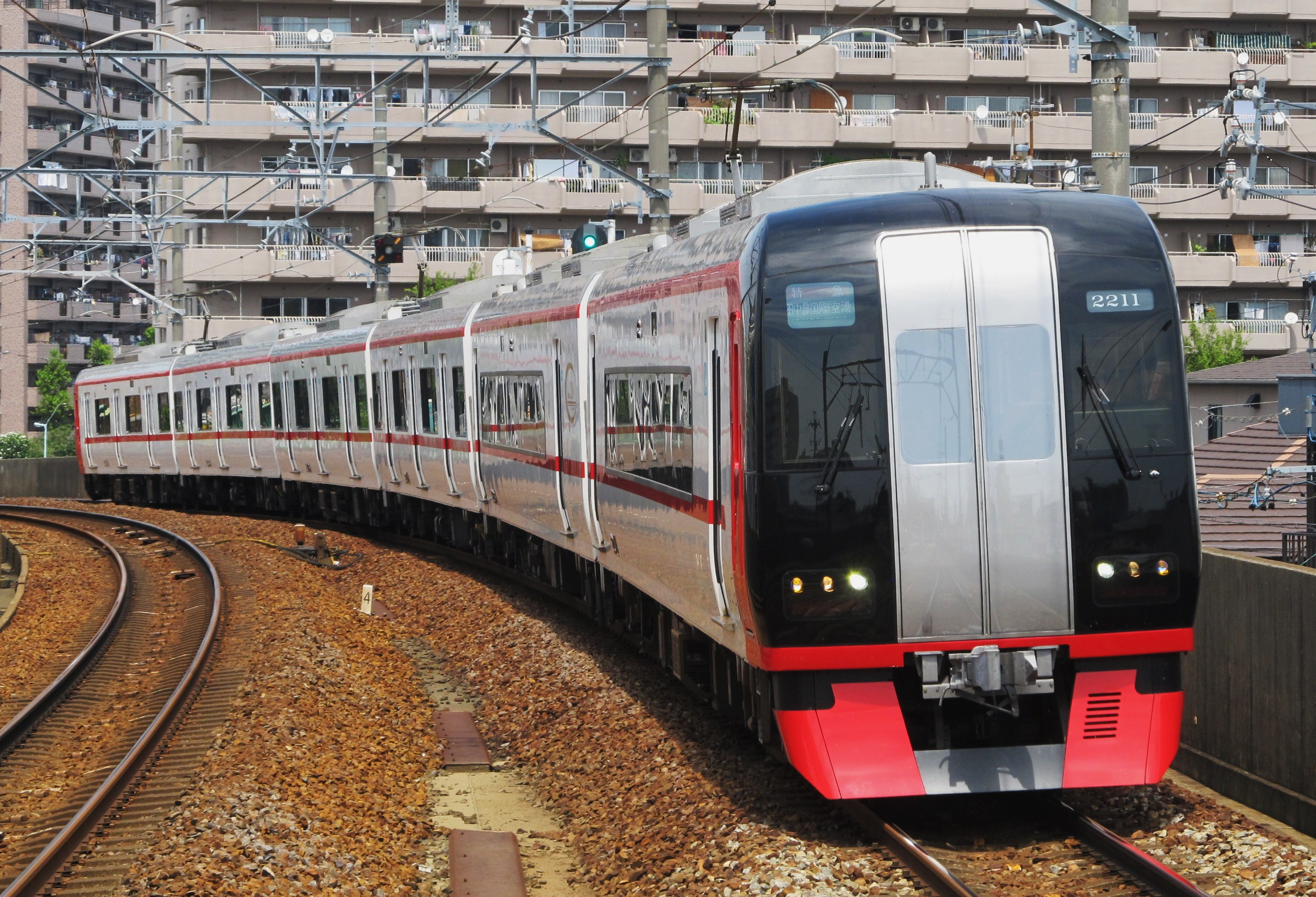
名古屋鉄道
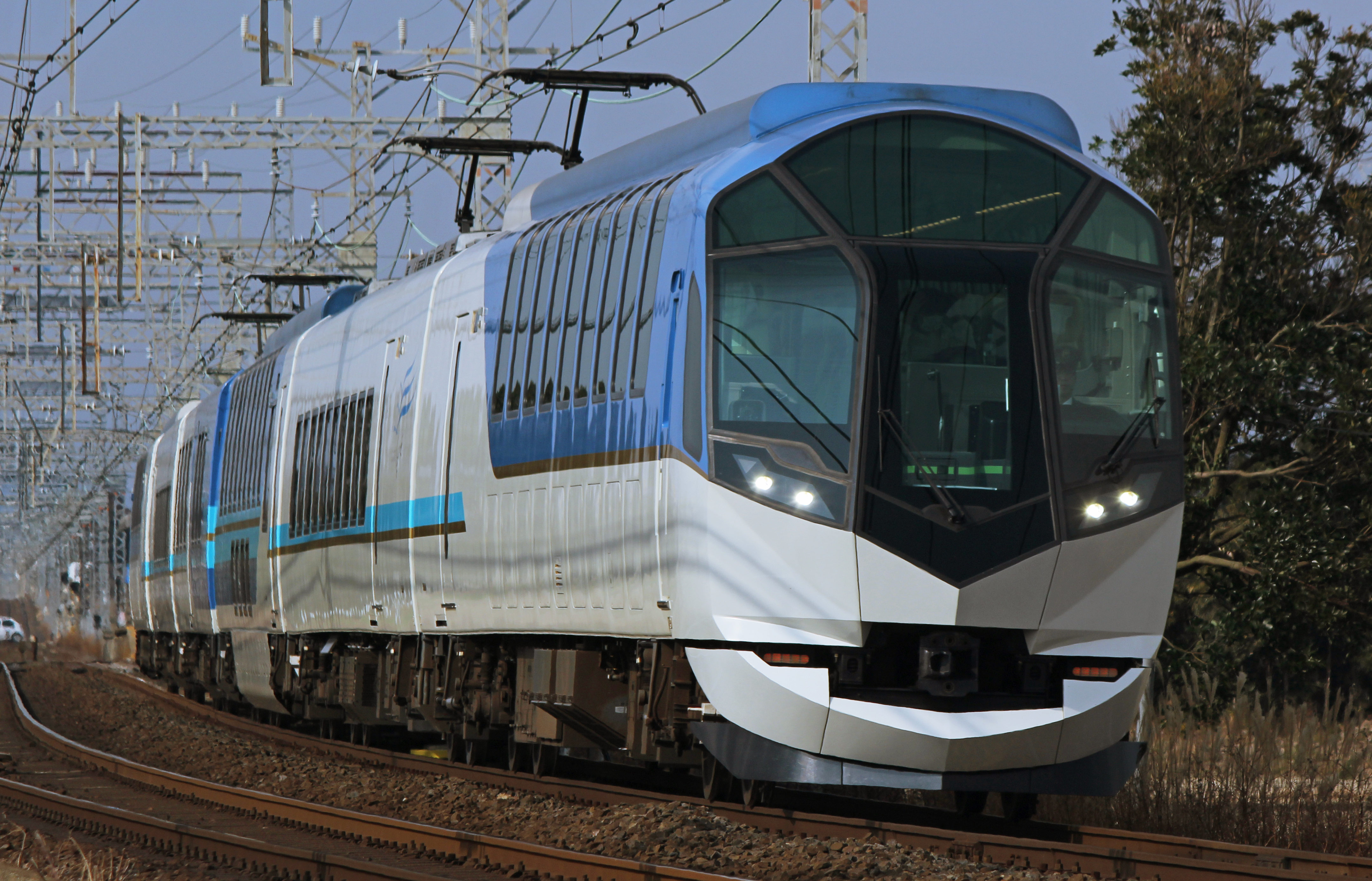
近畿日本鉄道

東海旅客鉄道（JR東海）
- 東海道新幹線
- 東海道本線
- 中央本線
- 関西本線
- 紀勢本線
- 武豊線
- 飯田線
- 高山本線
- 太多線
- 名松線
JR東海交通事業
  - 城北線[注釈 1]

第三セクター
- 名古屋臨海高速鉄道あおなみ線
- 愛知高速交通東部丘陵線（リニモ）
- 愛知環状鉄道線
- 明知鉄道明知線
- 長良川鉄道越美南線
- 樽見鉄道樽見線
- 養老鉄道養老線
- 四日市あすなろう鉄道
  - 八王子線
  - 内部線
- 伊勢鉄道伊勢線

名古屋鉄道（名鉄）
- 名古屋本線
- 犬山線
- 小牧線
- 瀬戸線
- 津島線
- 尾西線
- 常滑線
- 築港線
- 空港線
- 河和線
- 知多新線
- 豊田線
- 三河線
- 西尾線
- 蒲郡線
- 豊川線
- 広見線
- 各務原線
- 竹鼻線
- 羽島線

豊橋鉄道（豊鉄）
- 東田本線
- 渥美線

三岐鉄道
- 北勢線
- 三岐線

近畿日本鉄道（近鉄名古屋統括部）
- 名古屋線
- 湯の山線
- 鈴鹿線
- 山田線
- 鳥羽線
- 志摩線
- 大阪線（伊勢中川駅 - 東青山駅）

- 東海旅客鉄道
- 名古屋鉄道
- 近畿日本鉄道

### 道路

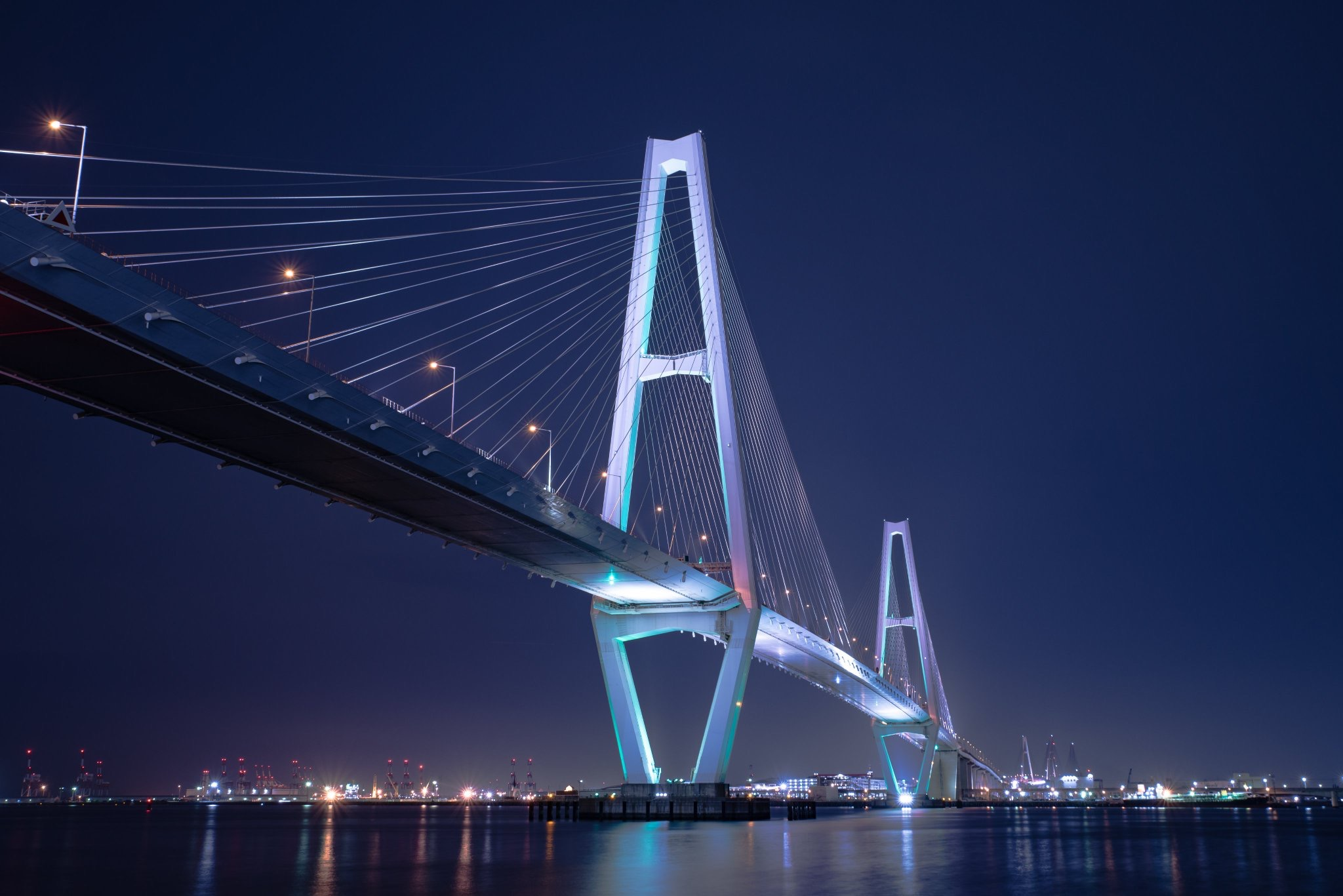
伊勢湾岸自動車道（名港トリトン）

#### 高速道路
- 東海道ルート：東名高速道路、東名阪自動車道、新名神高速道路（一部開通済み）、伊勢湾岸自動車道、新東名高速道路（一部開業済み）
- 中山道ルート：中央自動車道、名神高速道路
- 南紀ルート：伊勢自動車道、紀勢自動車道（一部開通済み）
- 北陸ルート：東海北陸自動車道
- 環状ルート：東海環状自動車道、名古屋第二環状自動車道

#### 国道
- 国道1号
- 国道19号
- 国道21号
- 国道22号

- 国道23号
- 国道25号
- 国道41号
- 国道42号

- 国道151号
- 国道153号
- 国道156号
- 国道163号

- 国道165号
- 国道257号
- 国道303号
- 国道365号

### 航路

#### 港湾

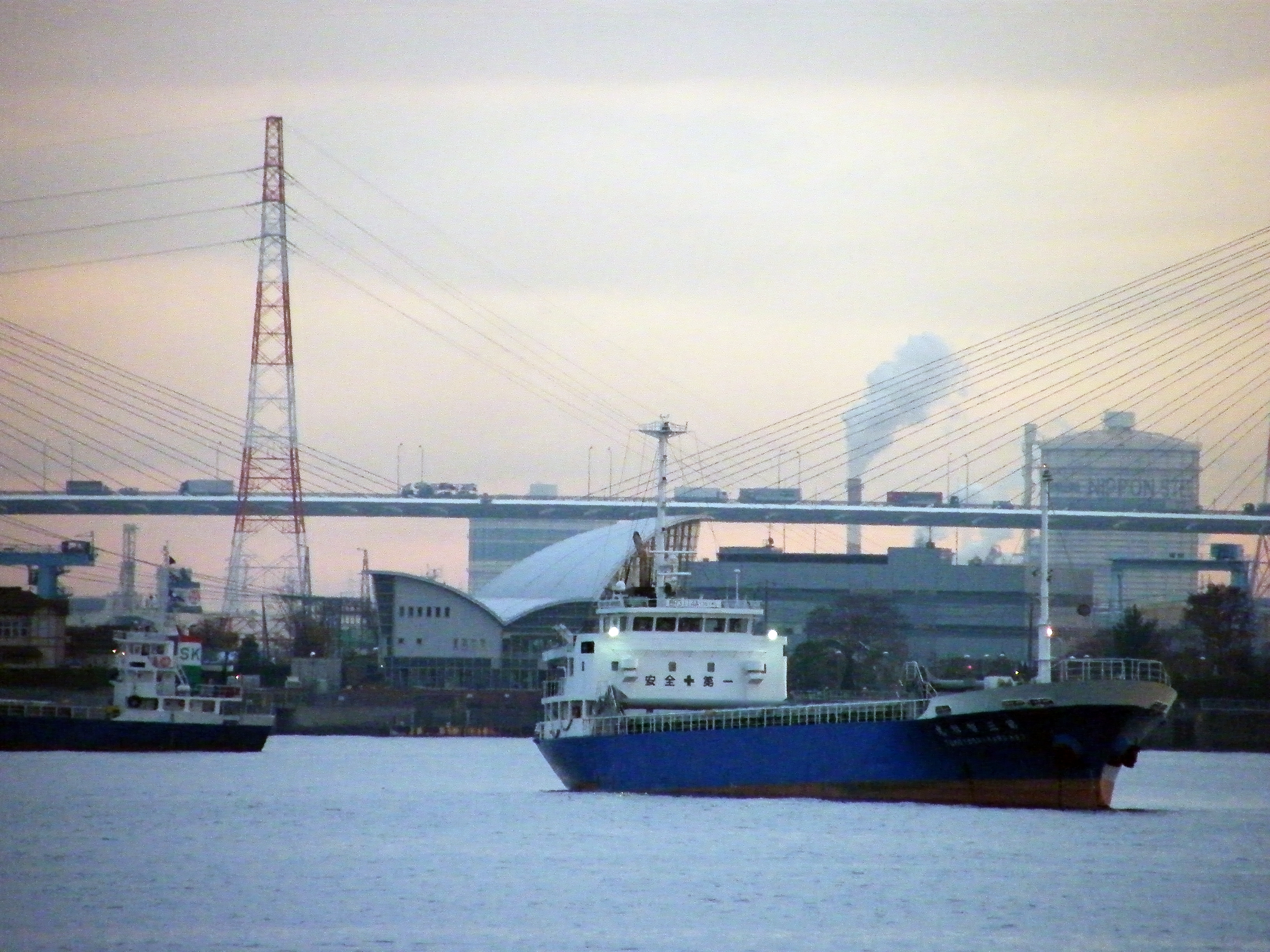
名古屋港
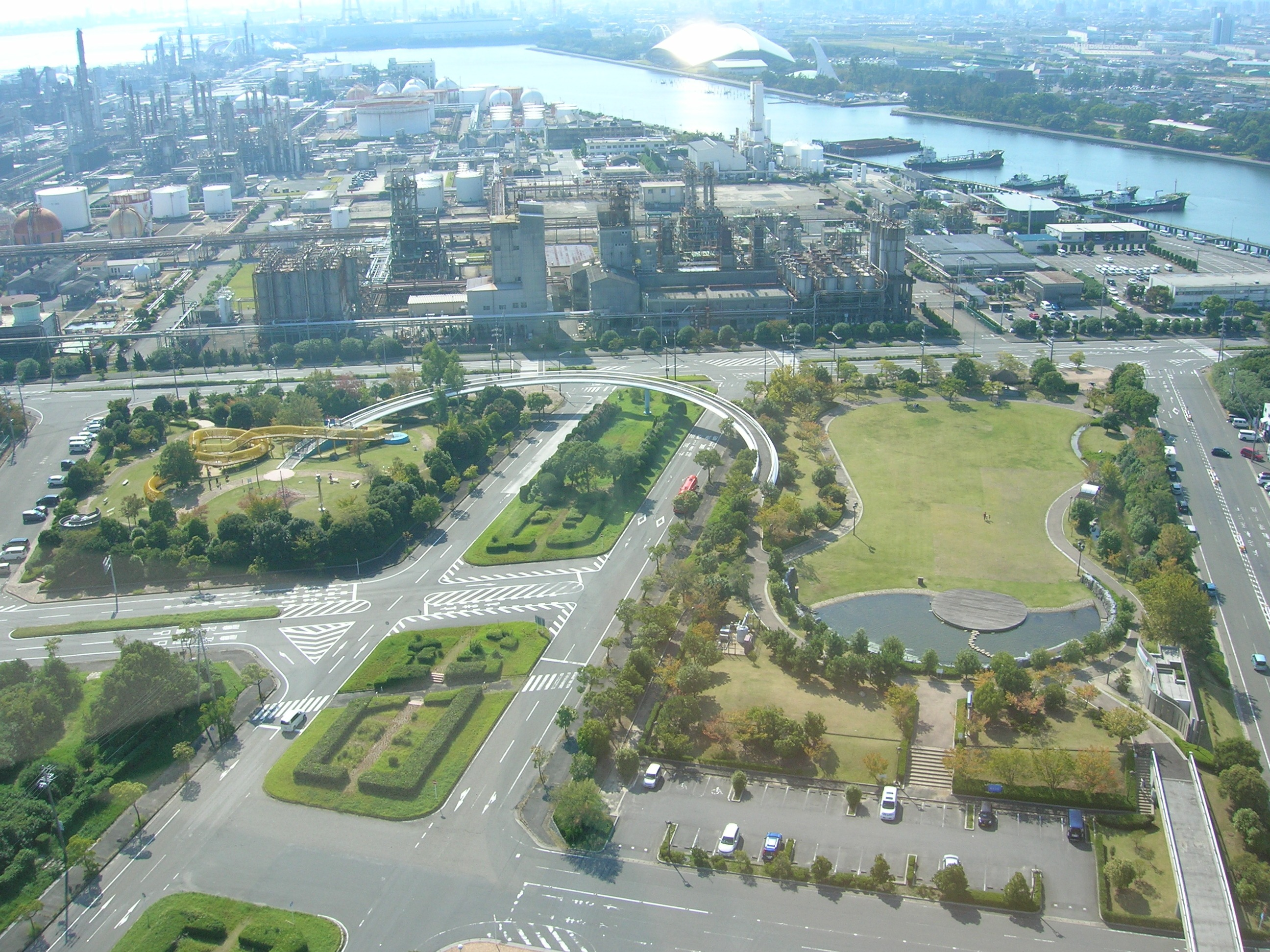
四日市港
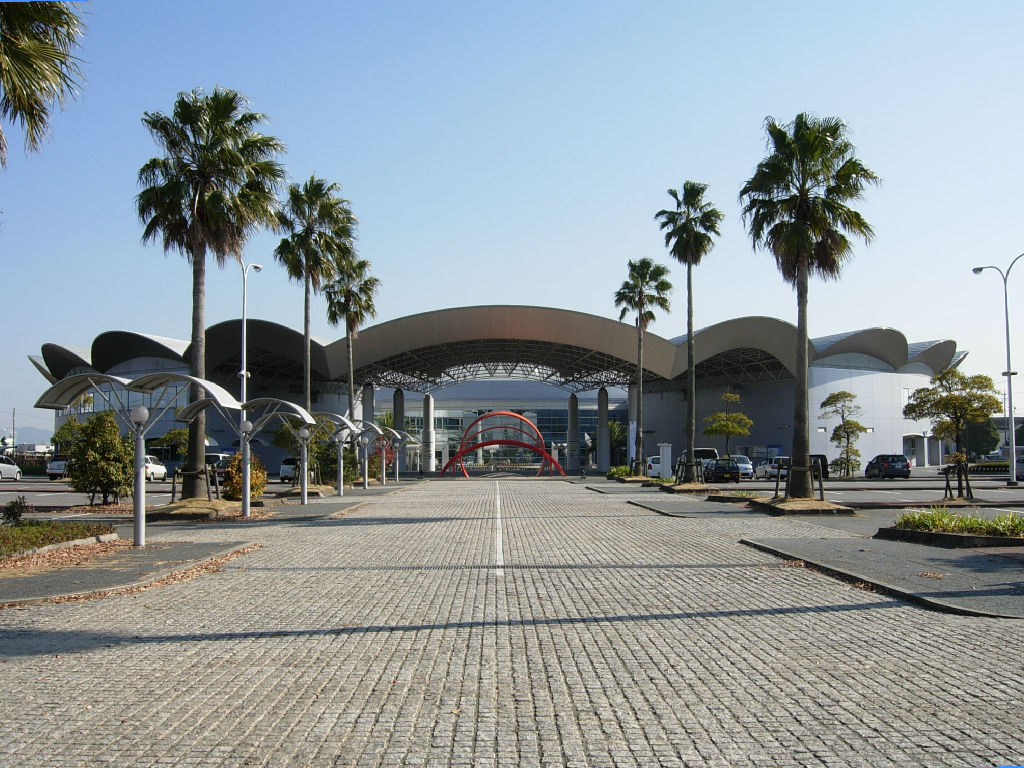
三河港（豊橋、田原）
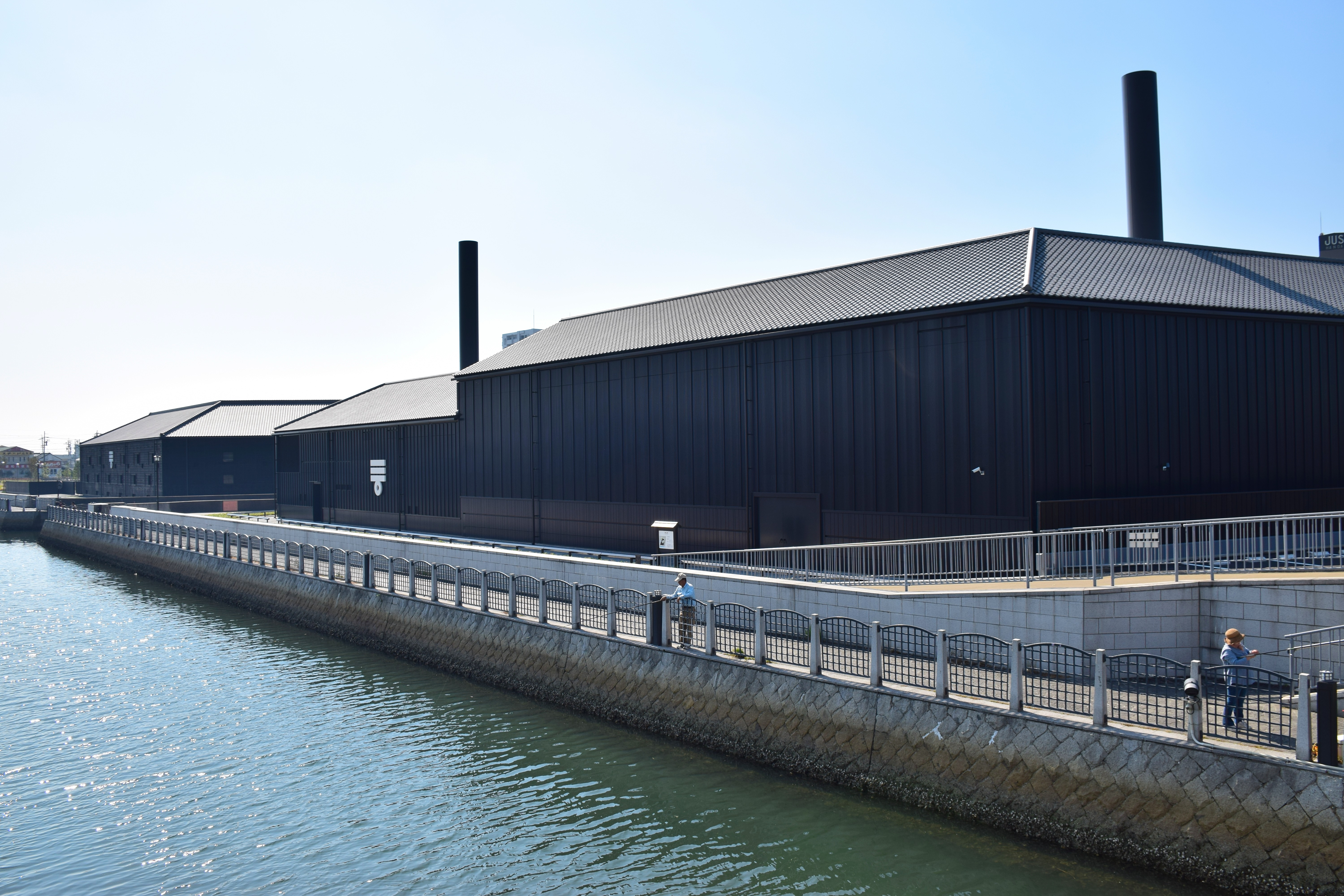
衣浦港（半田、碧南、武豊）
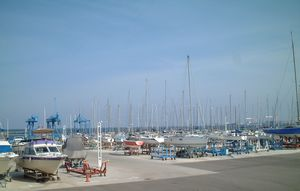
津松阪港

- 名古屋港
- 四日市港
- 三河港
- 衣浦港
- 津松阪港

## 文化

### 方言
- 岐阜・愛知方言
  - 飛騨弁
  - 美濃弁
  - 尾張弁
    - 名古屋弁
    - 知多弁

  - 三河弁
    - 西三河弁
    - 東三河弁

- 近畿方言
  - 伊勢弁
  - 志摩弁
  - 北牟婁方言